# Liste der Geotope im Landkreis Cham
Diese Liste enthält die Geotope des Oberpfälzer Landkreises Cham in Bayern.
Die Liste enthält die amtlichen Bezeichnungen für Namen und Nummern des Bayerischen Landesamt für Umwelt (LfU) sowie deren geographische Lage. Diese Liste ist möglicherweise unvollständig. Im Geotopkataster Bayern sind etwa 3.400 Geotope (Stand März 2020) erfasst. Das LfU sieht einige Geotope nicht für die Veröffentlichung im Internet geeignet. Einige Objekte sind zum Beispiel nicht gefahrlos zugänglich oder dürfen aus anderen Gründen nur eingeschränkt betreten werden.
| Name                                                            | Bild           | Geotop ID | Gemeinde / Lage                        | Geologische Raumeinheit   | Beschreibung | Fläche m² / Ausdehnung m | Geologie | Aufschlussart          | Wert               | Schutzstatus                                                  | Bemerkung                       |
| --------------------------------------------------------------- | -------------- | --------- | -------------------------------------- | ------------------------- | --- | ------------------------ | --- | ---------------------- | ------------------ | ------------------------------------------------------------- | ------------------------------- |
| Ehemaliger Steinbruch ESE von Schellhof                         |                | 372A001   | Rötz Position                          | Naabgebirge               | Der ehemalige Steinbruch (jetzt Straßenböschung) liegt in der Grenzzone des Neunburger Granits gegen Cordieritgneis und einem leicht verflaserten Granit vom Typ Oberviechtach. Der Neunburger Granit durchsetzt mit seinen Gängen die beiden Nebengesteine. | 2500 250 × 10            | Typ: Kontakt, Gesteinsart Art: Granit, Gneis                                                                | Steinbruch             | wertvoll           | Landschaftsschutzgebiet, Naturpark                            |                                 |
| Ehem. Steinbruch am Blätterberg SE von Furth im Wald            |                | 372A003   | Furth im Wald Position                 | Hoher Bogen               | In dem Waldstück östlich des Weilers Blätterberg (am Südostende des Blätterberges) liegen zwei aufgelassene (und stark zugewachsene) Aufschlüsse in Amphiboliten der Scherzone des Hohen Bogens. Derzeit gibt es keine frischen Aufschlüsse. Die Metabasite gehören zur Gabbroamphibolitmasse von Neukirchen-Kdyne, die der tektonischen Einheit des Tepla-Barrandiums (Bohemikum) zugerechnet wird. | 3000 100 × 30            | Typ: Gesteinsart Art: Amphibolit                                                                            | Steinbruch             | geringwertig       | Naturpark                                                     |                                 |
| Steinbruch am Daberg N von Ochsenweide                          |                | 372A006   | Furth im Wald Position                 | Hoher Bogen               | Der Steinbruch am Daberg erschließt im westlichen und mittleren Abschnitt Teile eines großen Gabbrostocks und Gabbro-Apophysen (Metagabbros mit Amphibolit-Hornfelsschollen). Im Osten treten Glimmerschiefer zu Tage. Die Metabasite mit ihrem Nebengestein gehören zur Gabbroamphibolitmasse von Neukirchen-Kdyne, die der tektonischen Einheit des Tepla-Barrandiums (Bohemikum) zugerechnet wird. | 60000 300 × 200          | Typ: Gesteinsart Art: Meta, Gabbro, Glimmerschiefer, Amphibolit                                             | Steinbruch             | bedeutend          | Landschaftsschutzgebiet                                       |                                 |
| Bahneinschnitt ENE von Seuchau                                  |                | 372A007   | Furth im Wald Position                 | Hoher Bogen               | In den Bahneinschnitten bei Seuchau (östlich des Tunnels) ist Amphibolit aufgeschlossen. Dieser Amphibolit gehört zu der Amphibolit(mylonit)einheit der Scherzone des Hohen Bogens am Rand der Gabbroamphibolitmasse von Neukirchen-Kdyne. | 200 20 × 10              | Typ: Gesteinsart Art: Amphibolit                                                                            | Böschung               | geringwertig       | Landschaftsschutzgebiet, Naturpark                            |                                 |
| Aufschluss E von Hindelmühle                                    |                | 372A008   | Stamsried Position                     | Hinterer Oberpfälzer Wald | Die Aufschlüsse an der Hindelmühle zeigen scharf geplättete blastomylonitische Gneise, zusammen mit einem verflaserten hellen Granit, in den ein Lamprophyrgang eingeschaltet ist. Der Aufschluss befindet sich im Garten eines Privathauses. | 75 15 × 5                | Typ: Gesteinsart Art: Blastomylonit                                                                         | Böschung               | bedeutend          | Landschaftsschutzgebiet, Naturpark                            |                                 |
| Sandgrube NW von Mitterkreith                                   |                | 372A010   | Roding Position                        | Bodenwöhrer Senke         | In der ehemaligen Sandgrube sind stark verwitterte Sandsteine (weißlicher bis gelber mürber Quarzgrobsandstein) aufgeschlossen. Eine markante stärker verfestigte, häufig stark eisenhaltige Schicht (Grenzbank/Transgressionsbank), zeigt zahlreiche Fossilien, die auf marines Milieu weisen (z. B. angebohrte Muschelschalen). Ein Teil der Grube ist rekultiviert, der Mittelteil bietet derzeit aber noch gute Aufschlussverhältnisse. | 1000 50 × 20             | Typ: Gesteinsart, Schichtfolge, Tierische Fossilien Art: Sand                                               | Kiesgrube/Sandgrube    | wertvoll           | Landschaftsschutzgebiet, Naturpark                            |                                 |
| Steinbruch E von Strahlfeld                                     |                | 372A011   | Stamsried Position                     | Hinterer Oberpfälzer Wald | Der Steinbruch liegt im Bereich der markanten Pfahlstörungszone, die in der Erdgeschichte mehrfach aktiv war und hier am Rand der Bodenwöhrer Senke Kristallin des Oberpfälzer Waldes von Kreidesedimenten trennt. Im Steinbruch aufgeschlossen sind tektonisierte moldanubische Granite und Gneise. Die teilweise intensiv rot gefärbten Gesteine sind meist stark verwittert und mürb. Im Steinbruch wurde zur Erkundung der Pfahlstörung eine Bohrung abgeteuft, die kreidezeitliche Sedimente erbohrt hat. | 3500 70 × 50             | Typ: Gesteinsart, Störung Art: Granit, Gneis, Mylonit                                                       | Steinbruch             | bedeutend          | Landschaftsschutzgebiet, Naturpark                            |                                 |
| Ehemaliger Steinbruch am Weinberg NW von Cham                   |                | 372A012   | Cham Position                          | Hinterer Oberpfälzer Wald | In dem ehemaligen Steinbruch wurde Katzberggranit, ein feinkörniger Zweiglimmergranit, abgebaut. In den Granit eingeschaltet sind Schollen diatektischer Gneise. Im Bereich von tektonischen Störungen ist der Granit blastomylonitisch überprägt. Der Steinbruch ist derzeit weitgehend von Bewuchs freigestellt und erlaubt guten Blick auf das Gestein (Steinbruchsohle ist Wiese, spärlicher Bewuchs an den Rändern.) | 9375 125 × 75            | Typ: Gesteinsart Art: Granit                                                                                | Steinbruch             | bedeutend          | Naturpark                                                     |                                 |
| Ehemaliger Sandsteinbruch S von Oberkreith                      |                | 372A013   | Roding Position                        | Bodenwöhrer Senke         | Im Landkreis Cham gibt es generell nur sehr wenige Aufschlüsse in Sandstein. Die wenigen Vorkommen, auch wenn die Aufschlüsse weitgehend verwachsen sind, sind daher wichtige Zeugen der Erdgeschichte (und der kreidezeitlichen Sedimententwicklung). Im Bereich von Oberkreith sind die kreidezeitlichen Bausande zu einem Sandstein verfestigt, der früher als Oberkreither Werksandstein gewonnen wurde. | 8 4 × 2                  | Typ: Gesteinsart Art: Sandstein                                                                             | Kiesgrube/Sandgrube    | bedeutend          | Naturpark                                                     |                                 |
| Ehem. Steinbruch Blaubergsee NW von Runding                     |                | 372A014   | Runding Position                       | Hinterer Bayerischer Wald | Im Bereich des Blauberges wird seit mehr als einem Jahrhundert Granit abgebaut. Dieser ehemalige Steinbruch erschloss einen grobkörnigen Granit, der von jüngeren Feinkorngranitgängen durchsetzt wird. Die Aufschlussverhältnisse sind allerdings inzwischen nicht mehr sehr gut: ein Großteil der Wände ist wegen des Blaubergsees nicht mehr zugänglich, darüber hinaus sind die Wände meist stark mit Flechten und Algen bewachsen, Der Blauberggranit ist also selten frisch zu sehen. | 6250 125 × 50            | Typ: Gesteinsart Art: Granit                                                                                | Steinbruch             | bedeutend          | Landschaftsschutzgebiet, Naturpark                            |                                 |
| Aufschluss am Regen zwischen Chamerau und Göttling              |                | 372A015   | Runding Position                       | Hinterer Bayerischer Wald | Entlang der Bahnlinie sind an der steilen Hangböschung Gneise aufgeschlossen, die durch die tektonischen Bewegungen entlang der Rundiger Scherzone verändert wurden. Das alte Gneisgefüge ist diskordant von Blastomyloniten durchsetzt. Die Aufschlüsse sind über einen Fußweg, der parallel zur Bahn auf der Südwestseite der Bahngleise entlang führt, zugänglich. | 60 3 × 20                | Typ: Störung, Gesteinsart Art: Blastomylonit                                                                | Böschung               | bedeutend          | Landschaftsschutzgebiet, Naturpark                            |                                 |
| Aufschlüsse am Schlossberg Runding                              |                | 372A016   | Runding Position                       | Hinterer Bayerischer Wald | Mehrere kleine Aufschlüsse am Schlossberg zeigen Blastomylonite der Rundinger Bewegungszone, die das alte Gneisgefüge diskordant durchsetzen. Zugängliche Aufschlüsse (wenn auch etwas zugewachsen und verstürzt) finden sich z. B. im Bereich des Burggrabens. | 55 11 × 5                | Typ: Gesteinsart, Störung Art: Blastomylonit                                                                | Hanganriss/Felswand    | bedeutend          | Naturpark                                                     |                                 |
| Ehemalige Abbaustellen am Kleinenzenrieder Pfahl                |                | 372A017   | Rötz Position                          | Hinterer Oberpfälzer Wald | In dem Wald bei Kleinenzenried verbergen sich mehrere Pfahlquarzabbaustellen des Kleinenzenrieder Nebenpfahls – einer Störungs- und Bewegungszone mit Gangquarzen, die mehr oder weniger parallel zur Störungszone des Bayerischen Pfahls verläuft. Die alten Abbauwände sind wegen Wasseransammlungen nicht mehr zugänglich, in Haldenhügeln ist der Pfahlquarz aber noch sichtbar. | 8750 175 × 50            | Typ: Gesteinsart Art: Gangquarz                                                                             | Steinbruch             | bedeutend          | Landschaftsschutzgebiet, Naturpark                            |                                 |
| Alter Asbestschurf E von Rimbach                                |                | 372A026   | Rimbach Position                       | Hoher Bogen               | Von dem ehemaligen Asbestabbau (und etwaigen Aufschlüssen) ist nicht mehr viel zu sehen. Der bis vor kurzem noch sichtbare Graben ist wegen dichten Bewuchses und Waldarbeiten fast verschwunden (schwer zu finden). Nur direkt unterhalb am Wanderweg Nr. 7 ist noch eine offene Halde anzutreffen, mit Lesesteinen aus Serpentinit in typischer Ausbildung, von Asbestadern durchfasert. Das Serpenitintvorkommen markiert die Grenze zwischen moldanubischen Gneisen und den Amphiboliten des Hohen Bogens. | 64 16 × 4                | Typ: Mineralien, Steinbruch/Grube, Halde Art: Serpentinit                                                   | Schurf                 | bedeutend          | Landschaftsschutzgebiet, FFH-Gebiet, Naturpark                |                                 |
| Ehemaliger Steinbruch N von Blasihof                            |                | 372A031   | Furth im Wald Position                 | Hoher Bogen               | In der Sohle des ehemaligen Granit-Steinbruchs Blasihof liegt heute ein See. Das ehemalige Steinbruchgelände ist heute in einen Wildpark integriert. | 2500 100 × 25            | Typ: Gesteinsart Art: Granit                                                                                | Steinbruch             | bedeutend          | Landschaftsschutzgebiet, Naturpark                            |                                 |
| Ehemaliger Steinbruch E von Lambach                             |                | 372A035   | Lam Position                           | Hinterer Bayerischer Wald | In dem ehemaligen Steinbruch sind Osserquarzit und Glimmerschiefer aufgeschlossen. In Klüften sind Schwefelkiesbestege, im Gefüge Relikte von Ottrelith, Staurolith und Granat zu finden. Der Steinbruch ist aufgeforstet und inzwischen großteils zugewachsen – die Aufschlussverhältnisse sind entsprechend schlecht. | 450 15 × 30              | Typ: Gesteinsart Art: Quarzit, Glimmerschiefer                                                              | Steinbruch             | bedeutend          | Landschaftsschutzgebiet, Naturpark                            |                                 |
| Felsbuckel am Südhang des Heiling N von Treitersberg            |                | 372A036   | Wald Position                          | Regensburger Wald         | Am Südhang des Heilingholzes sind zahlreiche Härtlinge und Felsausbisse zu finden, die in der Riesen-Kontaktbrekzie von Kristallgranit I und Anatexit liegen. | 20 5 × 4                 | Typ: Kontakt, Felskuppe, Härtling Art: Granit, Anatexit                                                     | Felshang/Felskuppe     | bedeutend          | Landschaftsschutzgebiet, Naturpark                            |                                 |
| Aufschlüsse am Dachsbau E von Schweinsberg                      |                | 372A037   | Falkenstein Position                   | Regensburger Wald         | Im Bereich der Lokalität Dachsbau auf der Südwestseite des Schweinsberges steht wollsackverwitterter und stark vergruster Kristallgranit an. Über weite Bereiche ist der Granit so stark zersetzt, dass der Zersatz als Sand mit Kieskomponenten (Feldspatgrosskristalle) direkt abgebaggert werden kann. In diesem Zersatz schwimmen große rundliche Granitblöcke (kompakte Wollsäcke) bis zu 10 m Kantenlänge, bei denen der Verband der Kristalle noch nicht gelockert ist. | 2500 50 × 50             | Typ: Gesteinsart, Wollsackbildung Art: Granit, Granitgrus                                                   | Hanganriss/Felswand    | bedeutend          | Landschaftsschutzgebiet, Naturpark                            |                                 |
| Ehemaliger Steinbruch Heiderbügl E von Loibling                 |                | 372A040   | Roding Position                        | Regensburger Wald         | An der Wand des Steinbruches Heiderbügl ist ein feinkörniger Quarzglimmerdiorit-Gang zu erkennen, der eine noch feinkörnige Salbandfazies besitzt. Dieser magmatische Gangkörper intrudierte in anatektische Paragneise und grobporphyrischen Kristallgranit 1. Ein jüngerer Granit intrudiert auch den Quarzglimmerdiorit. Ein Teil des Bruches ist mit Erdaushubmaterial verfüllt, es gibt aber noch gute Aufschlüsse. | 1125 75 × 15             | Typ: Kontakt, Gesteinsart Art: Quarz, Diorit, Granit, Gneis                                                 | Steinbruch             | bedeutend          | Landschaftsschutzgebiet, Naturpark                            |                                 |
| Südhang des Dechantberges SW von Trasching                      |                | 372A041   | Zell Position                          | Regensburger Wald         | Die Felspartien am Südhang des Dechantberges stellen die Typlokalität des Kristallgranits II dar (nach G. Fischer 1959). Er bildet bis 100 m breite Gänge, die km-lange Züge bilden können. Längs des nach Norden führenden Weges steht Kristallgranit I an, östlich im Wald der Kristallgranit II. | 2 2 × 1                  | Typ: Typlokalität Art: Granit                                                                               | Hanganriss/Felswand    | wertvoll           | Landschaftsschutzgebiet, Naturpark                            |                                 |
| Sandgrube am Ochsenberg NW von Kiesried                         |                | 372A042   | Zell Position                          | Regensburger Wald         | Im Bereich der ehemaligen Sandgruben (verstürzt/zugewachsen) ist derzeit nur wenig zu sehen. Nur im Bereich einer frischen Entnahmestelle ist Granitgrus/Granitzersatz aufgeschlossen. Früher war hier ein schöner Aufschluss im autochthonen Grus des Kristallgranit I mit zahlreichen großen Kalifeldspat-Einsprenglingen (Karlsbader Zwillinge), die sich mühelos sammeln ließen. Darüber war pleistozän umgelagerter Rotlehm aufgeschlossen, der in Verwitterungstaschen 2 m tief in den Granit eingriff. | 160 20 × 8               | Typ: Gesteinsart, Fossiler Boden Art: Granit, Granitgrus, Lehm                                              | Kiesgrube/Sandgrube    | bedeutend          | Landschaftsschutzgebiet, Naturpark                            |                                 |
| Aufschluss am Teufelsbuzn NE von Reichenbach                    |                | 372A044   | Walderbach Position                    | Regensburger Wald         | Der ehemalige Steinbruch in rötlichem Granit am Nordrand des Regentales am Ortsrand von Kienleiten im Bereich des geschützten Naturdenkmals Teufelsbuzn ist ziemlich zugewachsen. Neben dem Steinbruch an der Straße Richtung Walderbach befinden sich weitere Aufschlüsse. | 3300 110 × 30            | Typ: Gesteinsart Art: Granit                                                                                | Steinbruch             | bedeutend          | Landschaftsschutzgebiet, Naturpark                            |                                 |
| Blöcke im Schwarzhanselholz NW von Süssenbach                   |                | 372A046   | Wald Position                          | Regensburger Wald         | In diesem Raum ist eine ca. 1 km lange und 200 m bis 300 m breite Zone von Gneisbrekzie im Kristallgranit I ausgebildet. Bis haushohe Gneisblöcke und kleine Schollen schwimmen mit gegeneinander verdrehten tektonischen Daten im Kristallgranit I. Die Gneiseinschlüsse zeigen keine Auflösungserscheinungen oder sonstige Kontakterscheinungen. | 80 10 × 8                | Typ: Gesteinsart, Felsblock Art: Granit, Gneis                                                              | Felshang/Felskuppe     | bedeutend          | Landschaftsschutzgebiet, Naturpark                            |                                 |
| Ehemaliger Granitbruch E von Walderbach                         |                | 372A047   | Walderbach Position                    | Regensburger Wald         | In dem seit langem aufgelassenen Steinbruch am Nordhang des Regetales steht rötlich gefärbter Kristallgranit II an, der hier teils mit, teils aber auch ohne Feldspatgroßkristalle in Erscheinung tritt. Der Granit zeigt ein relativ engständiges Trennflächengefüge. Während der Vegetationsperiode sind die Aufschlusswände schlecht zugänglich. | 1600 80 × 20             | Typ: Gesteinsart Art: Granit                                                                                | Steinbruch             | bedeutend          | Landschaftsschutzgebiet, Naturpark                            |                                 |
| Ehemalige Steinbrüche bei Regenpeilstein                        |                | 372A051   | Roding Position                        | Regensburger Wald         | Die großen Steinbrüche bei Regenpeilstein erschließen einen roten Granit mit seltenen Kalifeldspat-Einsprenglingen. Unter dem Einfluss der Pfahlstörungen ist der Granit hier bereits stark zerrüttet. | 2000 200 × 10            | Typ: Gesteinsart Art: Granit                                                                                | Steinbruch             | bedeutend          | Naturpark                                                     |                                 |
| Ehem. Steinbruch am Ochsenberg NE von Zell                      |                | 372A054   | Zell Position                          | Regensburger Wald         | In diesem Steinbruch konnte das relative Altersverhältnis Kristallgranit I zu Quarzglimmerdiorit und Kristallgranit II besonders gut erkannt werden. Heute ist die Aufschlusssituation in dem seit langem aufgelassenen Steinbruch schlecht, die Felswände sind in der Vegetationsperiode kaum noch zugänglich. | 800 80 × 10              | Typ: Kontakt, Gesteinsart Art: Granit, Diorit                                                               | Steinbruch             | bedeutend          | Landschaftsschutzgebiet, Naturpark                            |                                 |
| Ehemaliger Steinbruch E von Katzenrohrbach                      |                | 372A055   | Walderbach Position                    | Regensburger Wald         | Der aufgelassene Granitsteinbruch liegt am südlichen Steilufer des Regens. Die ehemalige inzwischen teilweise bewachsene Abbauwand fällt sehr steil ab (und ist daher schwierig zugänglich). Am Fuß der Wand ist das Gestein aber an großen Versturzblöcken aufgeschlossen. | 300 15 × 20              | Typ: Gesteinsart Art: Granit                                                                                | Steinbruch             | bedeutend          | Landschaftsschutzgebiet, Naturpark                            |                                 |
| Ehem. Steinbruch Himmelsleite N von Roßbach                     |                | 372A056   | Wald Position                          | Regensburger Wald         | Quarzglimmerdiorit intrudierte hier in einen älteren (anatektischen) grobkörnigen Granit. Jüngerer Ganggranit (Kristallgranit II) enthält gerundete Dioritschollen. Im ehemaligen Steinbruch befindet sich heute ein See. Die Aufschlusswände sind trockenen Fußes nicht mehr zugänglich. | 60000 400 × 150          | Typ: Kontakt, Gesteinsart Art: Granit, Diorit                                                               | Steinbruch             | bedeutend          | Landschaftsschutzgebiet, Naturpark                            |                                 |
| Ehemaliger Steinbruch bei Holzmühl                              |                | 372A057   | Michelsneukirchen Position             | Regensburger Wald         | Der Aufschluss zeigt Lagen- und Faltenbau im anatektisch veränderten Cordieritgneis und im Bändergneis. In den Bändergneisen sind zahlreiche Kalksilikatlinsen mit schönen Reaktionshöfen eingelagert. Der seit langem aufgelassene Steinbruch ist inzwischen etwas zugewachsen, die Aufschlussverhältnisse nicht mehr sehr gut. | 125 25 × 5               | Typ: Gesteinsart, Metamorphes Gefüge Art: Cordierit, Sillimanit, Gneis                                      | Steinbruch             | bedeutend          | Landschaftsschutzgebiet, Naturpark                            |                                 |
| Ehemaliger Steinbruch NW von Obertrübenbach                     |                | 372A059   | Roding Position                        | Bodenwöhrer Senke         | Der Bruch erschließt die Erosionsdiskordanz zwischen kristallinem Grundgebirge und Oberkreideschichten. In einen feinkörnigen Granit greifen einzelne Rinnen bis zu Meter-Tiefe unter die Allgemeine Auflagerungsfläche herunter, die mit grobem Schuttmaterial aus Kristallinbestandteilen erfüllt sind. Nach oben folgen (teilweise fossilführende) Sandsteine und Mergel. (Kreideschichtfolge: Äquivalente zu Regensburger Grünsandstein und Eibrunner Mergel – darüber Reinhausener Schichten). | 250 50 × 5               | Typ: Diskordanz, Schichtfolge, Standard-/Referenzprofil, Tierische Fossilien Art: Sandstein, Mergel, Granit | Steinbruch             | besonders wertvoll | Landschaftsschutzgebiet, Naturpark                            | Bayerns schönste Geotope Nr. 75 |
| Gneisaufschluss E von Weigelsberg                               |                | 372A060   | Traitsching Position                   | Vorderer Bayerischer Wald | Der Aufschluss an der B 20 nahe Weigelsberg zeigt Granat-Cordierit-Sillimanitgneise mit Aploidflammen. Die Böschungswand (eventuell ehemalige Steinbruchwand ?) ist ziemlich zugewachsen und in der Vegetationsperiode schlecht zu erreichen. | 9 3 × 3                  | Typ: Gesteinsart Art: Cordierit, Sillimanit, Gneis                                                          | Böschung               | bedeutend          | Landschaftsschutzgebiet, Naturpark                            |                                 |
| Ehemaliger Steinbruch NW von Wilting                            |                | 372A061   | Traitsching Position                   | Vorderer Bayerischer Wald | Der ehemalige Abbau von dioritischen Gesteinen und Pfahlquarz im Bereich einer felsigen Kuppe wurde ordentlich rekultiviert. Es stehen noch Restaufschlüsse zur Verfügung (etwas zugewachsen). | 400 100 × 4              | Typ: Gesteinsart Art: Diorit, Gangquarz                                                                     | Steinbruch             | bedeutend          | Landschaftsschutzgebiet, Naturpark                            |                                 |
| Gneisaufschluss S von Neuhaus                                   |                | 372A062   | Schorndorf Position                    | Vorderer Bayerischer Wald | Anstehend sind grobe, homogenisierte Körnelgneise mit großen Kalifeldspat-Holoblasten, daneben sind transversal überschieferte Bändergneise zu finden. | 9 3 × 3                  | Typ: Gesteinsart Art: Gneis                                                                                 | Böschung               | bedeutend          | Landschaftsschutzgebiet, Naturpark                            |                                 |
| Ehemaliger Steinbruch NW von Flammried                          |                | 372A064   | Zandt Position                         | Hinterer Bayerischer Wald | Der Bereich zwischen der Rundiger Scherzone im Norden und der Pfahlstörung im Süden ist selbst ebenfalls intensiv deformiert und von zahlreichen duktilen Scherzonen durchzogen. Im Steinbruch stehen einförmig ausgebildete Paragneis-Mylonite an, in denen partienweise eine metatektische Lagensonderung reliktisch erhalten ist. Im Hangenden des Bruchs ist (war) ein deutlich verfaserter, feinkörniger Granit aufgeschlossen. | 500 50 × 10              | Typ: Gesteinsart, Störung Art: Gneis, Mylonit                                                               | Steinbruch             | bedeutend          | Landschaftsschutzgebiet, Naturpark                            |                                 |
| Aufschluss an der B 85 zwischen Miltach und Agleiten            |                | 372A065   | Miltach Position                       | Hinterer Bayerischer Wald | Die durch Sprengungen bei der Strassenverbreiterung entstandene Felsböschung erschließt Gneise in verschiedener Ausbildung. An den Gneisen lassen sich die diversen Gneisgefüge studieren (z. B. Schieferung, Faltung und Fältelung, Teilmobilisation, Blastese etc.). Neben straff geschieferten Gneisen treten Perlgneise und fast vollständig homogenisierte Gneise (Migmatite) auf. Die Böschung bietet derzeit noch optimale Aufschlussbedingungen (Achtung auf den Verkehr!). | 1000 50 × 20             | Typ: Gesteinsart, Metamorphes Gefüge Art: Gneis                                                             | Böschung               | bedeutend          | Landschaftsschutzgebiet, Naturpark                            |                                 |
| Ehem. Steinbruch über der Agleite NW von Miltach                |                | 372A066   | Miltach Position                       | Hinterer Bayerischer Wald | Der Bruch erschließt massigen Cordieritgneis, durchsetzt von T-förmigen Apliten, die seitlich in diffusen Feldspatisationen des Gneises enden. Es kommen Kalksilikatgneislinsen vor, an Bewegungsbahnen auch Blastomylonite. | 12 4 × 3                 | Typ: Gesteinsart Art: Cordierit, Sillimanit, Gneis, Blastomylonit                                           | Steinbruch             | geringwertig       | Landschaftsschutzgebiet, Naturpark                            |                                 |
| Ehem. Steinbruch am Ziegelberg NW von Blaibach                  |                | 372A067   | Blaibach Position                      | Hinterer Bayerischer Wald | Auf der Südwestseite des Ziegelberges bei Blaibach finden sich mehrere aufgelassene (und zugewachsene) Granitsteinbrüche. Es handelt sich hier um einen Zweiglimmergranit, dessen Muskovite lichtblond gefärbt sind. Bis Mitte des 20. Jahrhunderts wurde hier Granit abgebaut. Blaibach war als Steinhauerdorf bekannt. | 2500 50 × 50             | Typ: Gesteinsart Art: Granit                                                                                | Steinbruch             | bedeutend          | Landschaftsschutzgebiet, Naturpark                            |                                 |
| Ehemaliger Steinbruch zwischen Ottmannszell und Eck             |                | 372A070   | Arrach Position                        | Hinterer Bayerischer Wald | In kleinen Steinbrüchen sind Biotit-Plagioklasgneise und Cordieritgneise aufgeschlossen. Sie zeigen nach Süden zunehmende Mobilisation und auch Einschaltung von Granatmetaapliten. Der seit langem aufgelassene Steinbruch ist inzwischen weitgehend zugewachsen, die Aufschlusssituation ziemlich schlecht. | 100 25 × 4               | Typ: Gesteinsart Art: Gneis                                                                                 | Steinbruch             | bedeutend          | Landschaftsschutzgebiet, Naturpark                            |                                 |
| Ehemaliger Steinbruch NW von Roßbach                            |                | 372A077   | Wald Position                          | Regensburger Wald         | In dem ehemaligen Steinbruch (Großer Schwinger'scher Steinbruch) sind verschiedene Typen von Quarzglimmerdiorit aufgeschlossen. In Apliten und Pegmatiten wurden verschiedene Mineralien gefunden. Der ehemalige Steinbruch ist heute mit Grundwasser gefüllt, es gibt keine (zugänglichen) Aufschlüsse mehr. | 35000 175 × 200          | Typ: Gesteinsart, Mineralien, Kontakt Art: Quarz, Diorit, Granit, Pegmatit                                  | Steinbruch             | bedeutend          | Landschaftsschutzgebiet, Naturpark                            |                                 |
| Ehemaliger Granitbruch NE von Gumping                           | weitere Bilder | 372A078   | Wald Position                          | Regensburger Wald         | Der Steinbruch ist abgesoffen, die ehemaligen Abbauwände sind nicht mehr zugänglich. Aufgeschlossen waren mittelkörniger Granit mit vereinzelten Orthoklas-Einsprenglingen, der dem Kristallgranit II ähnlich war. Weiterhin fanden sich im Bruch Körnelgneis, biotitreicher Paragneis, Kristallgranit I und Diorite. | 56875 325 × 175          | Typ: Gesteinsart Art: Granit                                                                                | Steinbruch             | bedeutend          | Landschaftsschutzgebiet, Naturpark                            |                                 |
| Der Pfahl SE von Riedhof                                        |                | 372A079   | Miltach Position                       | Hinterer Bayerischer Wald | Im Bereich des Pfahlholzes zwischen den Ortschaften Riedhof und Pfahl tritt die Teufelsmauer des Pfahls morphologisch als Härtlingsrücken zu Tage. Die sichtbare Pfahllinie mit mehreren wandartigen Quarzfelsen ist ca. 250 m lang und am Steilabfall ungefähr 20 m hoch. Die Aufschlüsse zeigen den Pfahlquarz in seiner typischen Entwicklung als Quarzbrekzie (mehrphasige Quarzausscheidungen, die zerbrochen und wieder verheilt wurden). | 750 250 × 3              | Typ: Gesteinsart, Härtling Art: Gangquarz                                                                   | Hanganriss/Felswand    | bedeutend          | Landschaftsschutzgebiet, Naturpark                            |                                 |
| Der Hanzinger Pfahl                                             |                | 372A081   | Cham Position                          | Hinterer Bayerischer Wald | Südlich Hanzing im Wald trifft man auf die (unberührte) Quarzmauer des Pfahls, die sich als Härtling hier morphologisch bemerkbar macht. Im Umfeld zeugen mehrere Gruben und Schürfe von der ehemaligen Quarzgewinnung. Die größte Abbaustelle (eine etwa 150 m lange Grube) ist stark verwachsen. | 40 10 × 4                | Typ: Gesteinsart, Härtling Art: Gangquarz                                                                   | Felshang/Felskuppe     | bedeutend          | Landschaftsschutzgebiet, Naturpark                            |                                 |
| Ehem. Steinbruch am Pfahl NE von Altrandsberg                   |                | 372A082   | Miltach Position                       | Hinterer Bayerischer Wald | Die ehemalige Grube im Bereich des Pfahls bei Altrandsberg erschließt Pfahlquarz und Pfahlschiefer. Die recht umfangreichen Abbaue zeigen den Pfahlquarz in seiner typischen Entwicklung als Quarzbrekzie (mehrphasige Quarzausscheidung mit tektonischer Zertrümmerung, die jeweils wieder durch Quarz verheilt ist). Die Aufschlüsse in der Grube sind weitgehend zugewachsen, an der Zuwegung gibt es weitere Aufschlüsse. Aus dem Gebiet bei Altrandsberg wurden Uranmineralien bekannt. | 5000 100 × 50            | Typ: Mineralien, Gesteinsart, Störung Art: Gangquarz, Ultramylonit                                          | Steinbruch             | wertvoll           | Landschaftsschutzgebiet, Naturpark                            |                                 |
| Ehem. Steinbruch am Spielplatz NW von Pfahlhäuser               | weitere Bilder | 372A083   | Cham Position                          | Hinterer Bayerischer Wald | Am hinteren Ende des Geländes finden sich Reste alter Abbaustellen, die den Pfahlquarz in relativ frischen Anbruch zeigen. Nach Nordwesten hin zeichnet sich der Pfahl als markanter Härtlingsrücken aus (in TK 25: Teufelsmauer). Dort gibt es kleinere Felswände mit natürlichen Aufschlüssen. Der Spielplatz wurde mit mehreren Blöcken verschiedener Gesteine des Kristallins gestaltet (auch der 'Pfahldrache'), aber nicht aus Pfahlquarz! | 60 10 × 6                | Typ: Gesteinsart, Härtling Art: Gangquarz                                                                   | Steinbruch             | bedeutend          | Landschaftsschutzgebiet, FFH-Gebiet, Naturpark                |                                 |
| Ehem. Steinbruch am Pfahl NW von Radling                        |                | 372A084   | Cham Position                          | Hinterer Bayerischer Wald | Bei Radling ragt der Pfahl als Härtlingsrücken markant aus der Landschaft heraus. Im Steinbruch bei Radling wurde der Abbau von Pfahlquarz eingestellt. Zurück blieb eine hohe steilaufragende Wand mit einer Schuttböschung. Am Fuß der Wand liegt ein kleiner See, die ehemaligen Abbauwand ist nicht mehr zugänglich. Dem Pfahl nordwestlich folgend erreicht man weitere alte Abbaustellen. | 22500 225 × 100          | Typ: Gesteinsart, Härtling Art: Gangquarz                                                                   | Steinbruch             | bedeutend          | Landschaftsschutzgebiet, FFH-Gebiet, Naturpark                |                                 |
| Ehem. Steinbruch im Pfahlholz NE von Wilting                    |                | 372A085   | Traitsching Position                   | Hinterer Bayerischer Wald | Der Quarzabbau ließ im Pfahlholz bei Wilting ein bizarres Relief entstehen. Das Gelände ist stark verwachsen und teilweise unzugänglich. | 37500 750 × 50           | Typ: Gesteinsart Art: Gangquarz                                                                             | Steinbruch             | geringwertig       | Landschaftsschutzgebiet, Naturpark                            |                                 |
| Ehem. Pfahlquarzgrube SW von Ried a. Pfahl                      | weitere Bilder | 372A086   | Cham Position                          | Hinterer Bayerischer Wald | Die ehemalige Pfahlquarzgrube liegt in dem mit Kiefern bestandenen Pfahlhärtlingsrücken südöstlich von Thierlstein. Der Aufschluss (etwas zugewachsen und teilweise verstürzt) zeigt die für den Pfahlquarz typische Quarzbrekzie, vielfach zerbrochen und wieder durch Quarz gekittet. | 2250 75 × 30             | Typ: Gesteinsart, Härtling Art: Gangquarz                                                                   | Steinbruch             | bedeutend          | Landschaftsschutzgebiet, FFH-Gebiet, Naturpark                |                                 |
| Ehem. Pfahlquarzgrube W von Ried a. Pfahl                       | weitere Bilder | 372A087   | Cham Position                          | Hinterer Bayerischer Wald | Die ehemalige Pfahlquarzgrube liegt in dem mit Kiefern bestandenen Pfahlhärtlingsrücken westlich von Ried am Pfahl. Der Aufschluss (etwas zugewachsen und teilweise verstürzt) zeigt die für den Pfahlquarz typische Quarzbrekzie, vielfach zerbrochen und wieder durch Quarz gekittet. | 5000 100 × 50            | Typ: Gesteinsart, Härtling Art: Gangquarz                                                                   | Steinbruch             | geringwertig       | Landschaftsschutzgebiet, FFH-Gebiet, Naturpark                |                                 |
| Ehem. Steinbruch am Pfahl des Schwärzenbergs NW von Strahlfeld  |                | 372A089   | Roding Position                        | Bodenwöhrer Senke         | Der alte Steinbruch in Pfahlquarz am Fuß der Burg auf dem Schwärzenberg liegt in einem dichten Gehölz und ist schwer zugänglich. Die ehemaligen Abbauwände und Haldenmaterial erschließen typischen Pfahlquarz (der aber an den Burgfelsen viel einfacher zu sehen ist). | 1000 50 × 20             | Typ: Gesteinsart, Störung Art: Gangquarz                                                                    | Steinbruch             | bedeutend          | Landschaftsschutzgebiet, Naturpark                            |                                 |
| Steinbruch ENE von Löwenbrunn                                   |                | 372A094   | Stamsried Position                     | Hinterer Oberpfälzer Wald | Der Steinbruch liegt im Bereich einer Störungszone, die mehrphasig aktiv war. Aufgeschlossen sind als markantestes Gestein Quarzbrekzien, die (vergleichbar mit den Gangquarzen am Pfahl) durch mehrmalige Bewegungen und Quarzzufuhr entstanden. Bereits auskristallisierter Quarz wurde zerbrochen, die Risse wieder durch Quarz verheilt. Daneben sind tektonierte Gesteine diverser Ausbildung (mylonitisierter Gneis, Mylonite, Blastomylonite) anzutreffen. | 1000 50 × 20             | Typ: Gesteinsart, Störung Art: Gangquarz, Blastomylonit, Mylonit                                            | Steinbruch             | bedeutend          | Landschaftsschutzgebiet, Naturpark                            |                                 |
| Felsaufschlüsse am Bahnhof Cham                                 | weitere Bilder | 372A095   | Cham Position                          | Hinterer Bayerischer Wald | Die Böschung parallel zu den Bahngleisen auf der Nordostseite des Bahnhofs erschließt über eine Länge von 100 m durch tektonische Vorgänge veränderten hellen, feinkörnigen Zweiglimmer-Granit. Die Mylonitisierung ist dabei unterschiedlich ausgeprägt, von einer schwachen Einreglung der Kristalle bis hin zu Blastomyloniten. Zwischengeschaltet sind mylonitisierte Gneise. Im Bereich von Störungen kam es zu Quarzausscheidungen. | 200 100 × 2              | Typ: Gesteinsart, Störung Art: Granit, Mylonit, Blastomylonit                                               | Böschung               | bedeutend          | Naturpark                                                     |                                 |
| Felsaufschlüsse am Ständelberg NE von Lamberg                   |                | 372A096   | Neukirchen beim Heiligen Blut Position | Hoher Bogen               | Die kleine Felskuppe im Wald erschließt deutlich geschieferte Amphibolite (Granathornblendite) des Hohen Bogens nahe der Grenze zum Moldanubikum. Helle Mobilisate, die zu einem großen Teil aus Plagioklas bestehen, zeichnen eine Faltung im dm-Bereich nach. Obwohl die Felsen oft stark bemoost sind, ist das Gestein und das Gefüge in der Regel gut zu erkennen. Die Aufschlüsse sind am schnellsten vom Schicherhofweg (Feldweg zwischen Lamberg und Schicherhof) aus zu erreichen. | 150 15 × 10              | Typ: Gesteinsart, Metamorphes Gefüge Art: Amphibolit                                                        | Felshang/Felskuppe     | bedeutend          | Landschaftsschutzgebiet, Naturpark                            |                                 |
| Serpentinitaufschluss am Schicherhofweg E von Lamberg           |                | 372A097   | Neukirchen beim Heiligen Blut Position | Hoher Bogen               | Südlich des Schicherhofweges zwischen Lamberg und Schicherhof erschließt eine kleine Felsklippe streng geschieferte Serpentinite. Die im angewitterten Zustand hellen Gesteine sind im frischen Bruch sehr dunkel. Die Schieferung steht fast senkrecht. Das Serpentinitvorkommen markiert die Ostgrenze der Gabbroamphibolitmasse zu den Gesteinen des Moldanubikums. Da Serpentinite (Ultrabasite) tektonisch sehr mobil sind, ist ihr Vorkommen oftmals wie hier an tektonische Deckengrenzen gebunden. | 5 5 × 1                  | Typ: Gesteinsart, Störung, Metamorphes Gefüge Art: Serpentinit                                              | Hanganriss/Felswand    | bedeutend          | Landschaftsschutzgebiet, Naturpark                            |                                 |
| Straßenaufschluss am Schmelzriegel bei Oberschmelz              |                | 372A098   | Lam Position                           | Hinterer Bayerischer Wald | Der kleine Aufschluss an der Straßenböschung am Schmelzerriegel zeigt enggeschieferten granatführenden Glimmerschiefer. Glimmerreiche Lagen wechseln mit lagig angeordneten Quarzlinsen und Quarzknauern (Quarzsegregationen). Die Glimmerschiefer enthalten Andalusit. | 8 8 × 1                  | Typ: Gesteinsart Art: Glimmerschiefer                                                                       | Böschung               | wertvoll           | Naturpark                                                     |                                 |
| Steinbruch Lindtach WNW von Strahlfeld                          |                | 372A101   | Roding Position                        | Bodenwöhrer Senke         | Der Steinbruch ist von der Straße (für Land- und Forstwirtschaft frei) nicht zu sehen ist. Er ist zum Teil stark zugewachsen. An einigen Stellen sind die bis zu 10 m hohen Steinbruchwände allerdings noch gut erreichbar. Der beige-braune Sandstein (vormals: Oberer Pflanzensandstein, nun: Roding Formation, Freihöls Subformation) ist meist mittelkörnig mit gerundeten Quarzkörnern in mm-Bereich. Allerdings gibt es immer wieder sehr grobkörnige Lagen mit größeren Quarz-Geröllen und seltener auch sehr feinkörnige Lagen. Der Steinbruch war bis 1957 in Betrieb. Wahrscheinlich wurde die Kirche in Neubäu daraus erbaut, da diese erst Anfang des 20. Jahrhunderts errichtet wurde und zu diesem Zeitpunkt dieser Steinbruch der einzig größere in der Umgebung war. | 4000 200 × 20            | Typ: Gesteinsart, Sedimentstrukturen, Steinbruch/Grube Art: Sandstein                                       | Steinbruch             | bedeutend          | Landschaftsschutzgebiet, Naturpark                            |                                 |
| Goldseifenwerke im Krammaholz                                   |                | 372G001   | Schönthal Position                     | Hinterer Oberpfälzer Wald | Der Tannenbach im Krammaholz nördlich von Niederpremeischl wird von Spuren einer ehemaligen Goldgewinnung begleitet. Die äußerst unruhige Morphologie dieses Grübenfeldes mit Hohlformen (Pingen, langgestreckten Gräben, Reste eines Kanals) und Hügeln (einzelne Seifenhügel, Rücken) weist auf die rege Bergbautätigkeit hin. Hier wurde im Mittelalter versucht, Seifengold – also Gold auf sekundärer Lagerstätte – aus dem Kies herauszuwaschen. | 60000 300 × 200          | Typ: Seifenwäscherei, Pinge/nfeld Art: Biotit, Gneis                                                        | kein Aufschluss        | wertvoll           | Bodendenkmal, Landschaftsschutzgebiet, Naturpark              |                                 |
| Ehemaliger Steinbruch am Hinterhelmhof                          |                | 372G002   | Neukirchen beim Heiligen Blut Position | Hinterer Bayerischer Wald | Der ehemalige Steinbruch knapp südlich der Grenze zu Tschechien erschließt einen dunkel und hell geflammten Kalkmarmor. Der Steinbruch ist weitgehend verwachsen, es existieren aber noch Restaufschlüsse und Versturzblöcke. Kalk war früher in dem generell kalkarmen Gebiet des Bayerischen und Oberpfälzer Waldes ein begehrter Rohstoff u. a. zur Herstellung von Branntkalk. | 100 10 × 10              | Typ: Steinbruch/Grube Art: Marmor                                                                           | Steinbruch             | bedeutend          | Naturpark, Landschaftsschutzgebiet                            |                                 |
| Ehemaliger Steinbruch am Kalkofen NW von Rimbach                |                | 372G004   | Arnschwang Position                    | Hinterer Bayerischer Wald | In dem heute zugewachsenen und verstürzten Steinbruch waren Kalkmarmor, Kalksilikatfels, Granit und Gneis aufgeschlossen. Die heutige Aufschlusssituation ist sehr schlecht, die Gesteine sind aber als Lesesteine aufzufinden. Die Eingänge zu einem ehemaligen großen unterirdischen Kalkmarmorabbau wurden zugeschüttet, es existiert nur noch ein Lüftungsschacht. In dem sehr kalkarmen Gebiet war Marmor ein begehrter Rohstoff. Bei Kalkofen wurde lange Zeit der Kalk abgebaut und Branntkalk hergestellt. | 300 30 × 10              | Typ: Steinbruch/Grube, Gesteinsart, Schichtfolge Art: Kalksilikatfels, Marmor, Granit                       | Steinbruch             | wertvoll           | Naturpark, Landschaftsschutzgebiet                            |                                 |
| Stollen NE von Kalkofen                                         |                | 372G005   | Arnschwang Position                    | Hinterer Bayerischer Wald | Vergitterter Stollen (Fledermausschutz) eines unterirdischen Kalkmarmorabbaus. Am Eingang ist Marmor und Kalksilikatgestein aufgeschlossen. In dem generell kalkarmen Gebiet des Bayerischen und Oberpfälzer Waldes war Marmor ein begehrter Rohstoff. Die wenigen Vorkommen wurden über Jahrhunderte abgebaut und zu Branntkalk verarbeitet (siehe der Ortsname Kalkofen). | 20 10 × 2                | Typ: Stollen, Schichtfolge Art: Kalksilikatfels, Marmor, Granit                                             | Tunnel/Stollen/Schacht | wertvoll           | Naturpark, Landschaftsschutzgebiet                            |                                 |
| Ehemaliger Asbeststollen (Asbestloch) im Aignwald E von Rimbach |                | 372G006   | Rimbach Position                       | Hoher Bogen               | Auf einer Länge von ca. 7,5 km ist am Südhang des Hohen Bogens in Serpentinitlinsen eine Chrysotilasbestmineralisation aufzufinden. Das Vorkommen ist heute wegen des geringen Asbestanteils (2–6 %) und Kurzfaserigkeit für den Abbau uninteressant. Die Haupt- und Nebenstollen weisen eine Gesamtlänge von 200 m auf. Im Aignwald zeugen außer dem verschlossener Stollen etwa 100 m östlich noch ein abgesoffener Schacht sowie 30 m westlich eine Pinge jeweils mit Haldenarealen vom ehemaligen Bergbau. | 2000 200 × 10            | Typ: Stollen, Gesteinsart, Mineralien Art: Serpentinit                                                      | Tunnel/Stollen/Schacht | wertvoll           | Naturpark, Landschaftsschutzgebiet, FFH-Gebiet                |                                 |
| Schaubergwerk Fürstenzeche Buchet bei Lam                       |                | 372G010   | Lam Position                           | Hinterer Bayerischer Wald | Der Abbau von Blei, Kupfer und Silber begann in der Fürstenzeche 1463 und dauerte bis 1732. Von 1925 bis 1962 wurde in zwei Phasen Flussspat gewonnen. Das Alter der vererzten Quarz-Flussspatgänge ist auf etwa 240 Millionen Jahren datiert, die Gänge sind gleich alt zum Pfahl und dem Nabburger Flussspatrevier. Heute dient ein Teil des ehemaligen Grubengeländes als Besucherbergwerk und Heilstollen. | 1500 50 × 30             | Typ: Stollen, Mineralien, Gesteinsart Art: Pegmatit                                                         | Tunnel/Stollen/Schacht | wertvoll           | Naturpark, Landschaftsschutzgebiet                            |                                 |
| Bergbaurelikte am Schwarzeck SW von Lohberg                     |                | 372G011   | Lohberg Position                       | Hinterer Bayerischer Wald | Im Bereich des Schwarzecks tritt in Gneisnebengestein ein Pegmatit zu Tage. In dem ehemaligen Stollen wurde Rosenquarz für die Glasindustrie gewonnen, ab 1930 wurde auch Feldspat abgebaut. Im Umfeld des verschlossenen Stollens finden sich neben Haldenarealen ein kurzer Versuchsstollen in Pegmatit (u. a. Aufschluss von Schriftgranit) sowie ein großer wassererfüllter Schacht (durch Gitter gesichert). | 9 3 × 3                  | Typ: Stollen, Mineralien, Gesteinsart Art: Gneis, Pegmatit                                                  | Tunnel/Stollen/Schacht | wertvoll           | Landschaftsschutzgebiet, FFH-Gebiet, Vogelschutzgebiet        |                                 |
| Ehemaliger Quarzbruch im Stanzenwald NE von Eck                 |                | 372G012   | Arrach Position                        | Hinterer Bayerischer Wald | Der Untertagebau der Quarzgrube Stanzen bei Eck zeigt beispielhaft einen zonargebauten Pegmatit in Gneis. Im Zentrum des Pegmatits (Wand und Decke des Stollens) sind riesige Kalifeldspatkristalle in Quarz zu sehen. Außerdem schön aufgeschlossen: typischer groß- bis riesenkörniger Pegmatit, graphische Verwachsungen von Quarz und Feldspat (Schriftgranit), Kontaktzone zu den Gneisen. Neben dem Stollen zeugen weitere ehemalige Schurfstellen (Pinge, Graben) und Halden vom früheren Quarzabbau. | 1500 50 × 30             | Typ: Stollen, Gesteinsart, Mineralien, Kontakt Art: Pegmatit, Gangmineralisation, Gneis                     | Tunnel/Stollen/Schacht | wertvoll           | Naturpark, Landschaftsschutzgebiet                            |                                 |
| Erdstall Schrazelloch bei der Rabmühle                          |                | 372G013   | Stamsried Position                     | Naabgebirge               | Das Schrazelloch bei Rabmühle ist wohl der am besten erhaltene Erdstall im Landkreis. Das verwinkelte und verzweigte Gangsystem mit abwechselnd Gängen und Kammern in wechselnden Höhenlagen (Unterschiede wenige dm) weist eine Länge von etwa 35 m auf. Die Gänge sind direkt in Glimmerschiefer (mit flach einfallender Schieferung) hineingeschlagen, an den Stollenwänden sind häufig noch Schrämmspuren zu sehen. Nur der Eingangsbereich ist gemauert (Eingang verschlossen). | 70 35 × 2                | Typ: Felsenkeller, Stollen Art: Gneis                                                                       | Tunnel/Stollen/Schacht | wertvoll           | Naturdenkmal, Bodendenkmal, Landschaftsschutzgebiet           |                                 |
| Schrazelloch SW von Sinzendorf                                  |                | 372G014   | Waldmünchen Position                   | Hinterer Oberpfälzer Wald | In den Biotit-Gneisfelsen am Bletschen-Berg direkt nördlich des Gipfels des Kirchels öffnet sich ein kleiner etwa 1,5 m tiefer Schacht mit einem kurzen Gangstück. Über die Funktion und Entstehung des (vermutlich künstlichen) Lochs ist nichts bekannt. Der Felsgang ähnelt aber in keiner Weise den Erdställen (Schrazellöchern) im Landkreis. Erreichbar ist diese Schrazel-Höhle über einen kleinen Pfad, der vom Waldlehrpfad abzweigt. | 3 3 × 1                  | Typ: Felsenkeller, Stollen, Ausbruchs/Auswitterungshöhle Art: Biotit, Gneis                                 | Tunnel/Stollen/Schacht | wertvoll           | Naturdenkmal, Landschaftsschutzgebiet, Naturpark              |                                 |
| Erdstall in Wulfing                                             |                | 372G015   | Cham Position                          | Vorderer Bayerischer Wald | Der Erdstall ist in verwitterten Granit getrieben, Bearbeitungsspuren sind noch deutlich erhalten. | 15 5 × 3                 | Typ: Felsenkeller, Stollen Art: Granitgrus                                                                  | Tunnel/Stollen/Schacht | wertvoll           | Bodendenkmal, Naturpark                                       |                                 |
| Erdstall in Hochbrunn                                           |                | 372G016   | Roding Position                        | Vorderer Bayerischer Wald | Der Eingang zu dem Erdstall (Schrazelloch) liegt an der Südwestecke des östlichsten Wohnhauses in Hochbrunn (Eingang durch Stahlplatte verschlossen). Dieser Erdstall, dessen Gänge sich auch unter das 1922 erbaute Wohnhaus erstrecken, wurde erst wesentlich später durch Zufall entdeckt. Privatgrund – nicht ohne Einverständnis des Eigentümers besuchen! | 20 10 × 2                | Typ: Felsenkeller, Stollen Art: Gneis                                                                       | Tunnel/Stollen/Schacht | bedeutend          | Bodendenkmal, Naturpark, Landschaftsschutzgebiet              |                                 |
| Silberbergwerk Kühberg SE von Lixenried                         |                | 372G025   | Furth im Wald Position                 | Hinterer Oberpfälzer Wald | An der Stelle, wo in alten Karten ein aufgelassenes Silberbergwerk eingezeichnet ist, findet sich heute eine Pingenreihe, die hangabwärts in den Geländeeinschnitt eines früheren Stollenzugangs übergeht. Ein Mundloch ist nicht mehr sichtbar. Die Halde, die der Bergbau hinterlassen hat, ist groß. Zeitraum und Zweck des Abbaus liegen im Dunkeln. Ein Bergbauversuch auf Sulfiderze kann vermutet werden. | 10000 100 × 100          | Typ: Stollen, Schurf Art: Glimmerschiefer                                                                   | Schurf                 | bedeutend          | Landschaftsschutzgebiet, Naturpark                            |                                 |
| Goldseifenwerk Alte Schanze bei Diepoltsried                    |                | 372G026   | Rötz Position                          | Hinterer Oberpfälzer Wald | In dem Waldstreifen östlich von Diepoltsried beginnt ein langgestrecktes Grübenfeld der mittelalterlichen bis frühneuzeitlichen Goldseifenwäsche. Es windet sich 1,7 km durch den Wald bis zum Steinbach. Die Hübel und Gräben – mit Höhenunterschieden bis 6 m (!) – folgen dabei aber nicht dem heutigen Bach, sondern einem älteren Tal mit Quarzschottern. Die Quarzschotter entstammen direkt einem Quarzgang in unmittelbarer Nähe. Im Bereich um Rötz, Oberviechtach und Schönsee kennt man heute zahlreiche solche Grubenfelder, die von den regen Goldwaschversuchen zeugen – allerdings war die Ausbeute wohl nie wirklich gewinnbringend. | 76500 1700 × 45          | Typ: Seifenwäscherei, Schurf Art: Kies, Sand                                                                | kein Aufschluss        | wertvoll           | Bodendenkmal, Landschaftsschutzgebiet, Naturpark              |                                 |
| Räuber-Heigl-Höhle SE von Reitenberg                            | weitere Bilder | 372H001   | Bad Kötzting Position                  | Hinterer Bayerischer Wald | Die Überdeckungshöhle, durch Bergzerreissung und Blocksturz entstanden, liegt gut versteckt ca. 50 m unterhalb des Gipfelkreuzes des Kreuzfelsens nahe dem Wanderweg. Durch einen engen Eingang erreicht man einen größeren Raum, der sich nach hinten zu einem Schlupfloch verengt, welches wieder ins Freie führt. An den Felswänden in und um die Höhle sind die diversen metamorphen Gefügeelemente der Gneise besonders schön zu erkennen. | 50 10 × 5                | Typ: Überdeckungshöhle Art: Cordierit, Sillimanit, Gneis                                                    | Höhle                  | bedeutend          | Landschaftsschutzgebiet, Naturpark                            |                                 |
| Hirschbrunnen NW von Roding                                     |                | 372Q001   | Roding Position                        | Bodenwöhrer Senke         | Die Quelle des Hirschbrunnenbaches liegt im Rodinger Forst. Morphologisch besteht der Hirschbrunnen aus einer klassischen Quellnische mit einem Sumpfareal und einem kleinen Quellteich am Beginn des Baches. Wasserentnahme aus der Umgebung hat bereits zum Rückgang der Schüttung und zum zeitweisen Versiegen der Quellen geführt. Die Quellen sind gefährdet, da eine Erhöhung der Wasserentnahme geplant ist. | 2500 50 × 50             | Typ: Verengungsquelle Art: Quarzsandstein                                                                   | kein Aufschluss        | bedeutend          | Naturdenkmal, Landschaftsschutzgebiet, Naturpark              |                                 |
| Felsgruppe Ecklwies und Helferstein ESE von Alletswind          |                | 372R001   | Zell Position                          | Regensburger Wald         | Nördlich der Ruine Lobenstein am Fuß des Schlossberges liegen auf der Wiese mehrere große rundliche Granitfelsen. Diese wollsackverwitterten Blöcke wurden im Laufe des Pleistozäns aus dem Granitgrus herausgeschält und freigestellt. Vermutlich sind sie teilweise durch Bodenfließen verlagert worden. | 18400 230 × 80           | Typ: Felsgruppe, Wollsackbildung, Härtling Art: Granit                                                      | Block                  | wertvoll           | Naturdenkmal, Landschaftsschutzgebiet, Naturpark              |                                 |
| Felsgruppe Dachsbau am Mantelberg                               |                | 372R002   | Zell Position                          | Regensburger Wald         | Felsgruppe aus großen wollsackverwitterten Granitblöcken an der Nordabdachung des Mantelberges. Zwischen den hohen Granitfelsblöcken sind durch die Verwitterung und Auftrennung in einzelne Blöcke enge Gassen und Durchschlüpfe entstanden. | 200 20 × 10              | Typ: Felsgruppe, Wollsackbildung Art: Granit                                                                | Hanganriss/Felswand    | bedeutend          | Naturdenkmal, Naturpark                                       |                                 |
| Dreiwappen-Felsen NW von Furth im Wald                          |                | 372R003   | Furth im Wald Position                 | Hinterer Oberpfälzer Wald | Der Dreiwappen-Felsen direkt an der deutsch-tschechischen Grenze besteht aus Granatgneis. Bis 1628 war die Felsfreistellung der Grenzpunkt zwischen Bayern, Böhmen und dem Herzogtum Pfalz. Die drei Landeswappen waren früher in eine Buche eingeschnitten, 1766 bei der Grenzvermarkung zwischen Churbayern und Böhmen wurden sie in den Steinfelsen eingemeißelt. | 1500 50 × 30             | Typ: Felskuppe Art: Biotit, Plagioklas, Gneis                                                               | Hanganriss/Felswand    | bedeutend          | Landschaftsschutzgebiet, Naturpark                            |                                 |
| Felsgruppe Fischerbuxn ENE von Kragenried                       |                | 372R004   | Zell Position                          | Regensburger Wald         | Wollsackartig verwitterte Granitfelsen | 2000 80 × 25             | Typ: Wollsackbildung, Felsgruppe Art: Granit                                                                | Felshang/Felskuppe     | bedeutend          | Naturdenkmal, Landschaftsschutzgebiet, Naturpark              |                                 |
| Der Pfahl bei Thierlstein                                       | weitere Bilder | 372R005   | Cham Position                          | Hinterer Bayerischer Wald | Die Schlossburg von Thierlstein wurde auf einem massiven Pfahlquarzhärtling errichtet. Der helle Pfahlquarz wurde in die Fundamente des Gebäudes mit einbezogen, im Schlossgarten steht der Pfahl in mehreren kleinen Felsgruppen an. Da sich die Burg in privatem Besitz befindet und das Gelände umzäunt ist, sind die Aufschlüsse allerdings nicht zugänglich. | 200 20 × 10              | Typ: Härtling, Störung, Gesteinsart Art: Gangquarz                                                          | Hanganriss/Felswand    | bedeutend          | Naturpark                                                     |                                 |
| Härtlingsrücken W von Ried a. Pfahl                             |                | 372R006   | Schorndorf Position                    | Hinterer Bayerischer Wald | Südlich von Ried am Pfahl zeichnet sich die große Störungszone des Pfahls als markanter Härtlingsrücken ab. In dem großteils mit Kiefern bewachsenen Areal finden sich auf der Nordseite mehrere ehemalige Quarzabbaustellen. Im oberen Bereich ist der Pfahlquarz teils natürlich an Felswänden und Felsblöcken (mit Verwitterungskrusten) aufgeschlossen, teils künstlich an Schürfen und kleinen Abbaustellen. | 10000 500 × 20           | Typ: Härtling, Felswand/-hang, Störung, Gesteinsart Art: Gangquarz                                          | Hanganriss/Felswand    | bedeutend          | Landschaftsschutzgebiet, Naturpark                            |                                 |
| Gipfel des Haidsteins W von Liebenstein                         |                | 372R007   | Chamerau Position                      | Hinterer Bayerischer Wald | Am Gipfel des Haidsteins steht ein markanter Gneisfelsen mit einem Steilabfall nach Westen an. Aufgeschlossen ist Biotit-Plagioklas-Lagengneis, der zahlreiche typische metamorphe Gefügeelemente erkennen lässt: metatektische Bänderung bzw. Flaserung, Quarzlinsen und -knauern, Faltung und Fältelung. Im Umfeld des Gipfels stehen zahlreiche weitere Felspartien aus metatektischen Gneisen an. | 100000 500 × 200         | Typ: Felskuppe, Gesteinsart, Metamorphes Gefüge Art: Biotit, Plagioklas, Gneis                              | Felshang/Felskuppe     | bedeutend          | Landschaftsschutzgebiet, Naturpark                            |                                 |
| Ossersattel                                                     | weitere Bilder | 372R009   | Lam Position                           | Hinterer Bayerischer Wald | Die markante Felsrippe am Ossersattel besteht aus sog. Osser-Quarzit, der hier stark verfaltet vorliegt. Neben Glimmerschiefern sind im Bereich des Künischen Gebirges, besonders aber im Ossergebiet Quarzite verbreitet. Quarzite sind metamorphe Gesteine, die aus Sedimenten hervorgegangen sind, die sehr reich an Quarzsand waren (Quarzsandsteine) und weitgehend aus Quarz bestehen. | 200 20 × 10              | Typ: Felskuppe, Härtling, Gesteinsart Art: Quarzit                                                          | Felshang/Felskuppe     | wertvoll           | Landschaftsschutzgebiet, Naturpark                            |                                 |
| Großer Osser                                                    | weitere Bilder | 372R010   | Lohberg Position                       | Hinterer Bayerischer Wald | Im Bereich des Künischen Gebirges weisen die Gesteine einen etwas niedrigeren Metamorphosegrad auf, als im übrigen Bayerischen Wald. Statt der hochmetamorphen Gneise und Migmatite dominieren hier Glimmerschiefer. Die Gipfelfelsen des Großen Osser bestehen aus quarzreichen, stark verfalteten Glimmerschiefern, die stellenweise zahlreiche Granate (bis 4 mm Durchmesser) enthalten. | 15000 300 × 50           | Typ: Felskuppe, Härtling, Gesteinsart Art: Glimmerschiefer, Quarzit                                         | Felshang/Felskuppe     | wertvoll           | Landschaftsschutzgebiet, FFH-Gebiet, Naturpark                | Bayerns schönste Geotope Nr. 59 |
| Kleiner Osser                                                   | weitere Bilder | 372R011   | Lohberg Position                       | Hinterer Bayerischer Wald | Der felsige Gipfelaufbau des Kleinen Osser besteht aus quarzreichen, stark verfalteten Glimmerschiefern. Die Felsklippen und die zahlreichen großen Blöcke sind Folge der verstärkten physikalischen Verwitterung und des Abtrags unter den periglazialen Klimabedingungen der jüngsten Erdgeschichte. Vom Gipfel des Kleinen Osser, der dem Hauptkamm des Künischen Gebirges etwas nach W vorgelagert ist, hat man einen hervorragenden Blick auf die Landschaft des Lamer Winkels. | 2000 100 × 20            | Typ: Felswand/-hang, Härtling, Gesteinsart Art: Glimmerschiefer                                             | Felshang/Felskuppe     | bedeutend          | Naturdenkmal, Landschaftsbestandteil, Landschaftsschutzgebiet |                                 |
| Burgberg Falkenstein                                            | weitere Bilder | 372R012   | Falkenstein Position                   | Regensburger Wald         | Rund um den Burgberg Falkenstein gibt es zahlreiche Felsfreistellungen. Diverse markante Felsgebilde mit Wollsackverwitterung und Felsengassen auf der Nordseite (Felsengarten – NSG) haben eigene Namen erhalten. In den Aufschlüssen bei Falkenstein sind Körnelgneise (weitgehend homogenisierte Gneise (Diatexite), in der Grenzzone zwischen nebulitischen Gneisen und Granit) im Übergang zu Kristallgranit 1 erschlossen. In der Literatur werden sie teils als Granite, teils als Gneise behandelt. | 250000 500 × 500         | Typ: Härtling, Felsgruppe, Gesteinsart, Überdeckungshöhle Art: Granit                                       | Hanganriss/Felswand    | wertvoll           | Naturschutzgebiet, Naturpark                                  |                                 |
| Granitfelsgruppe auf dem Mantelberg bei Haag                    |                | 372R013   | Zell Position                          | Regensburger Wald         | Gruppe aus matratzenartig verwitterten Granitfelsen. In diesem Bereich am Mantelberg ist die horizontale Klüftung ausgeprägt und relativ engständig. Durch das Eingreifen der Verwitterung entlang der Trennflächen entsteht der Eindruck eines Matratzenstapels. | 100 20 × 5               | Typ: Wollsackbildung, Felskuppe Art: Granit                                                                 | Felshang/Felskuppe     | bedeutend          | Naturdenkmal, Landschaftsschutzgebiet, Naturpark              |                                 |
| Der Weiße Felsen W von Blaibach                                 |                | 372R014   | Miltach Position                       | Hinterer Bayerischer Wald | Der Weiße Felsen am südöstlichen Ende des Großen Roßberges ist eine auffällig helle Gipfelklippe aus wollsackverwitterten Granit. Die Felsen bestehen aus einem hellen mittelkörnigen Zweiglimmergranit. | 1000 50 × 20             | Typ: Felskuppe Art: Granit                                                                                  | Felshang/Felskuppe     | bedeutend          | Landschaftsschutzgebiet, Naturpark                            |                                 |
| Kreuzfelsen am Kaitersberg E Bad Kötzting                       |                | 372R015   | Hohenwarth Position                    | Hinterer Bayerischer Wald | Der Kreuzfelsen bildet den westlichsten Gipfel des Kaitersbergzuges mit einem hervorragenden Ausblick nach Süden und Westen. Die steil nach Süden abfallenden Gipfelfelsen aus Gneis sind von der Nordseite aus leicht zu ersteigen. Die metatektischen Gneise mit flach einfallender Schieferung sind stark verfaltet. Einen besonders schönen Aufschluss bietet eine glatte Felswand am Weg unterhalb des Gipfels. | 400 40 × 10              | Typ: Felswand/-hang Art: Cordierit, Sillimanit, Gneis                                                       | Hanganriss/Felswand    | bedeutend          | Landschaftsschutzgebiet, Naturpark                            |                                 |
| Felsgruppe Rauchröhren SW von Arrach                            | weitere Bilder | 372R016   | Bad Kötzting Position                  | Hinterer Bayerischer Wald | Der Kammbereich des Kaitersberges im Bereich des Steinbühler Gesenkes und des Hohen Steins ist für das Mittelgebirge des Bayerischen Waldes ungewöhnlich schroff und felsig (und daher auch beliebtes Klettergebiet). Das Felsensemble der Rauchröhren besteht aus mehreren Gneisfelstürmen, die durch Bergzerreißung gespalten wurden. Im Bereich dieser Felstürme sind diverse metamorphe Gefügeelemente (Bänderung, Faltung, Quarzlinsen etc.) der metatektischen Gneise schön aufgeschlossen. | 9000 300 × 30            | Typ: Felswand/-hang, Felsturm/-nadel, Gesteinsart, Metamorphes Gefüge Art: Cordierit, Sillimanit, Gneis     | Hanganriss/Felswand    | wertvoll           | Naturdenkmal, Landschaftsbestandteil, Landschaftsschutzgebiet |                                 |
| Gipfel des Großen Riedelsteins von Arrach                       | weitere Bilder | 372R017   | Arrach Position                        | Hinterer Bayerischer Wald | Der Große Riedelstein (1132 m) bildet den höchsten Gipfel im Bereich des Kaitersberges. Der Gipfel selbst besteht aus einer steil nach S abfallenden Felsklippe aus typischen metatektischen (teilaufgeschmolzenen) Gneisen, die am ganzen Arber-Kaitersberg-Zug weit verbreitet sind. Charakteristisch ist die flaserige Bänderung mit hellen Arealen aus Quarz und Feldspat, die bereits mobilisiert wurden, und den dunklen nicht aufgeschmolzenen Arealen aus Biotit, Cordierit und Sillimanit. | 60000 300 × 200          | Typ: Felswand/-hang Art: Cordierit, Sillimanit, Gneis                                                       | Felshang/Felskuppe     | bedeutend          | Naturdenkmal, Landschaftsbestandteil, Landschaftsschutzgebiet |                                 |
| Hindenburgkanzel NE von Brennes                                 | weitere Bilder | 372R018   | Lohberg Position                       | Hinterer Bayerischer Wald | Der Felsturm besteht aus sillimanitreichen Glimmerschiefern bis Glimmergneisen mit Plagioklas, Biotit und Sillimanit als Hauptgemengeanteile. Auf den glatten Kluftfäechen des Felsturmes sind die metamorphen Gefüge wie Schieferung bzw. Lagenbau, Verfaltung und Quarzsegregation (Quarzlinsen) gut zu erkennen. Der Aussichtsturm bietet einen schönen Blick über den Lamer Winkel. | 400 20 × 20              | Typ: Felswand/-hang Art: Glimmerschiefer, Biotit, Sillimanit, Gneis                                         | Felshang/Felskuppe     | bedeutend          | Landschaftsschutzgebiet, Naturpark                            |                                 |
| Kleiner Arbersee                                                | weitere Bilder | 372R019   | Lohberg Position                       | Hinterer Bayerischer Wald | Der Kleine Arbersee gehört mit seinen 3 schwimmenden Inseln zu den Attraktionen der Arbergegend. Einst wurde er gestaut und zum Holztransport abgelassen. Das Kar war hier Ausgangspunkt der pleistozänen Vergletscherung, bachabwärts sind die Rückzugsstadien der Vergletscherung zu beobachten. | 27500 550 × 50           | Typ: Kar Art: Moräne                                                                                        | kein Aufschluss        | wertvoll           | Naturschutzgebiet, Landschaftsschutzgebiet, FFH-Gebiet        |                                 |
| Das Hörndl S von Lohberg                                        |                | 372R020   | Lohberg Position                       | Hinterer Bayerischer Wald | Im Bereich der Gipfelregion finden sich mehrere Felsfreistellungen und Felsklippen aus verfalteten Gneisen. Das ganze Areal ist ziemlich zugewachsen, die Aufschlusssituation entsprechend mäßig. | 20000 200 × 100          | Typ: Felswand/-hang, Gesteinsart Art: Biotit, Plagioklas, Gneis                                             | Hanganriss/Felswand    | bedeutend          | Landschaftsschutzgebiet, FFH-Gebiet, Vogelschutzgebiet        |                                 |
| Granitfelsgruppe SSW von Luckstein                              |                | 372R021   | Wald Position                          | Regensburger Wald         | Felsfreistellung in Kristallgranit (porphyrisches Gefüge: gleichkörnige Grundmasse mit großen Feldspatkristalleinsprenglingen) aus großen wollsackverwitterten Blöcken und Felsen. Etwas versteckt (zugewachsen) südlich des Gipfels findet sich ein großer ovaler Granitblock, der nur eine sehr kleine Auflagefläche aufweist. Er erweckt den Eindruck, jeden Moment abzukippen. | 20 5 × 4                 | Typ: Wollsackbildung, Felskuppe Art: Granit                                                                 | Block                  | bedeutend          | Naturdenkmal, Landschaftsschutzgebiet, Naturpark              |                                 |
| Burgberg Schwärzenberg NW von Strahlfeld                        | weitere Bilder | 372R022   | Roding Position                        | Bodenwöhrer Senke         | Die Burg wurde auf dem als Härtling herausragenden Pfahlquarzfelsen des Schwärzenberges erbaut. Zahlreiche Aufschlüsse zeigen die weißlich bis rötlichen Quarzbrekzie des Pfahlquarzfelsens. | 9 3 × 3                  | Typ: Felswand/-hang, Härtling, Störung, Gesteinsart Art: Gangquarz                                          | Hanganriss/Felswand    | wertvoll           | Naturschutzgebiet, Landschaftsschutzgebiet, Naturpark         |                                 |
| Granitfelsen am Gemeindeberg SW von Schergendorf                |                | 372R023   | Falkenstein Position                   | Regensburger Wald         | Im Gipfelbereich des Gemeindeberges steht eine wollsackverwitterte Granitgipfelklippe, die wirkt, als ob sie bald auseinanderfällt. Die Klüfte zwischen den einzelnen Kluftkörpren sind sehr stark erweitert, ein Teil der Klippe ist bereits abgesackt. Am Gipfel des Felsens ist eine schalenartige Vertiefung (Opferstein). | 64 8 × 8                 | Typ: Wollsackbildung Art: Granit                                                                            | Felshang/Felskuppe     | bedeutend          | Naturdenkmal, Landschaftsschutzgebiet, Naturpark              |                                 |
| Steinerne Wand am Schwarzwihrberg NW von Rötz                   |                | 372R024   | Rötz Position                          | Naabgebirge               | Die Granitfelsen bilden an der Steinernen Wand am Schwarzwihrberg eine nach beiden Seiten abfallenden Rücken, über den ein Wanderweg führt. Der Felsgrat wirkt stellenweise wie eine steinerne Mauer. Teilweise fällt die wollsackartig verwitterte Wand bis zu 20 m steil ab. | 9000 300 × 30            | Typ: Wollsackbildung, Felswand/-hang Art: Granit                                                            | Hanganriss/Felswand    | wertvoll           | Naturdenkmal, Landschaftsschutzgebiet, FFH-Gebiet             |                                 |
| Schlossberg Schwarzenburg NW von Bauhof                         |                | 372R025   | Rötz Position                          | Naabgebirge               | Teile der Burganlage stehen auf Granitfelsen. Weitere Felsgebilde (als Naturdenkmäler geschützt) umgeben die Burgruine. Es handelt sich um wollsackverwitterten Granit des Neunburger Granitmassivs. | 200 20 × 10              | Typ: Felswand/-hang Art: Granit                                                                             | Hanganriss/Felswand    | bedeutend          | Naturdenkmal, Landschaftsschutzgebiet, FFH-Gebiet             |                                 |
| Drachenfels in Treffelstein                                     | weitere Bilder | 372R026   | Treffelstein Position                  | Hinterer Oberpfälzer Wald | Die Drachenburg von Treffelstein ist auf dem Drachenfels erbaut. | 140 20 × 7               | Typ: Felswand/-hang Art: Biotit, Plagioklas, Gneis                                                          | Hanganriss/Felswand    | bedeutend          | Naturdenkmal, Naturpark                                       |                                 |
| Granitklippe am Ronberg NE von Ettmannsdorf                     |                | 372R027   | Falkenstein Position                   | Regensburger Wald         | Eine aus dem Hang herausragende Granitklippe bildet den kleinen felsigen Vorgipfel des Ronberges mit seinen steilabfallenden Felswänden. | 400 20 × 20              | Typ: Felskuppe, Wollsackbildung Art: Granit                                                                 | Felshang/Felskuppe     | bedeutend          | Naturdenkmal, Landschaftsbestandteil, Landschaftsschutzgebiet |                                 |
| Schwammerlstein SSW von Woppmannsdorf                           |                | 372R028   | Michelsneukirchen Position             | Regensburger Wald         | Zwei große, scheinbar locker aufeinanderliegende Granitblöcke in typischer Wollsackverwitterung bilden den Schwammerlstein. Die als Naturdenkmal geschützte Felsgruppe ist vom Wanderweg 95 aus zu erreichen (Hinweisschild). | 12 4 × 4                 | Typ: Wollsackbildung Art: Granit                                                                            | Block                  | bedeutend          | Naturdenkmal, Landschaftsbestandteil, Landschaftsschutzgebiet |                                 |
| Klammerfels SE von Herzogau                                     |                | 372R029   | Waldmünchen Position                   | Hinterer Oberpfälzer Wald | Entlang des Kammes des Klammer-Felsen treten mehrere Gneisklippen zu Tage. Am Südwest-Fuß des Klammerfelsen und zwischen Klammerfelsen und Hoher Stein weisen Schürfstellen und Pingen auf eine ehemalige Bergbautätigkeit hin. Vermutlich sind es Abbauspuren einer Quarzgewinnung für die Glasindustrie (Abbau kleiner Quarzgänge). | 25000 500 × 50           | Typ: Felswand/-hang, Pinge/nfeld Art: Biotit, Plagioklas, Gneis                                             | Hanganriss/Felswand    | bedeutend          | Naturdenkmal, Landschaftsschutzgebiet, FFH-Gebiet             |                                 |
| Einsiedlerfels SE von Pucher                                    | weitere Bilder | 372R030   | Waldmünchen Position                   | Hinterer Oberpfälzer Wald | Der Einsiedlerfels ist ein rundum herausgewitterter Felsklotz aus intensiv verfaltetem Gneis. In einem Waldgebiet gelegen tritt der markante Felsturm allerdings im Gelände nicht weiter in Erscheinung. | 136 17 × 8               | Typ: Felskuppe Art: Biotit, Cordierit, Gneis                                                                | Felshang/Felskuppe     | bedeutend          | Naturdenkmal, Landschaftsschutzgebiet, Naturpark              |                                 |
| Felsen bei Katzbach                                             | weitere Bilder | 372R031   | Waldmünchen Position                   | Hinterer Oberpfälzer Wald | Im Bereich der Eisenbahnbrücke im Ort Katzbach befindet sich ein großer Felsen aus granatführendem metatektischen Gneis. Der Aufschluss zeigt schön diverse metamorphe Gefügeelemente wie z. B. eine markante Bänderung durch Teilmobilisation (Metatexis), Quarzlinsen und Falten. Die roten Granatkristalle erreichen hier bis einen Zentimeter Durchmesser. | 225 15 × 15              | Typ: Felswand/-hang, Metamorphes Gefüge, Gesteinsart Art: Cordierit, Sillimanit, Gneis                      | Hanganriss/Felswand    | bedeutend          | Naturdenkmal, Naturpark                                       |                                 |
| Hoher Stein SE von Herzogau                                     |                | 372R032   | Gleißenberg Position                   | Hinterer Oberpfälzer Wald | Im Gipfelbereich des Hohen Stein treten mehrere kleine Gneisfelsklippen zu Tage. Solche Felsfreistellungen an Gipfeln und Rücken sind ein typisches Landschaftselement für den steinreichen Oberpfälzer Wald. | 100 10 × 10              | Typ: Felswand/-hang Art: Biotit, Plagioklas, Gneis                                                          | Hanganriss/Felswand    | bedeutend          | Naturdenkmal, Landschaftsschutzgebiet, FFH-Gebiet             |                                 |
| Felsfundament in Waldmünchen                                    | weitere Bilder | 372R033   | Waldmünchen Position                   | Hinterer Oberpfälzer Wald | Das Haus in der Pfarrgasse 6 ist auf diesem kleinen Felsbuckel aus Gneis erbaut. Der Felsaufschluss am Fuß der Hauswand in der Pfarrgasse ist derzeit weitgehend von Bodendeckerpflanzen verhüllt, auf der anderen Seite des Hauses ist an einem weiteren Aufschluss aber der Gneis erkennbar. | 9 3 × 3                  | Typ: Felskuppe Art: Biotit, Plagioklas, Gneis                                                               | Felshang/Felskuppe     | bedeutend          | Naturpark                                                     |                                 |
| Schindbühl NE von Lixenried                                     |                | 372R034   | Furth im Wald Position                 | Hinterer Oberpfälzer Wald | Am bewaldeten Schindbühl (oder Schindbichl) trifft man auf einen losen Blockstrom aus kleineren Blöcken und mehrere markante größere (bis hausgroße) Felsen aus Gneis. Auf den angewitterten Oberflächen der Blöcke sind teilweise die Gneisgefüge hervorragend sichtbar: Schieferung, Falten, Quarzlinsen etc. (durch die Verwitterung herauspräpariert). | 20000 200 × 100          | Typ: Felsgruppe, Blockstrom Art: Biotit, Plagioklas, Gneis                                                  | Felshang/Felskuppe     | bedeutend          | Naturdenkmal, Landschaftsschutzgebiet, Naturpark              |                                 |
| Opferstein W von Süssenbach                                     |                | 372R035   | Wald Position                          | Regensburger Wald         | In wollsackförmigen Granitblöcken findet sich eine muldenförmige Vertiefung. Der Erzählung nach handelt es sich um eine germanische Opferstätte. Eine natürliche Entstehung ist aber nicht auszuschließen. | 48 6 × 8                 | Typ: Wollsackbildung Art: Granit                                                                            | Felshang/Felskuppe     | bedeutend          | Naturdenkmal, Landschaftsbestandteil, Landschaftsschutzgebiet |                                 |
| Granitfelsen am Nordgipfel des Lauberberg NW von Falkenstein    |                | 372R036   | Falkenstein Position                   | Regensburger Wald         | Der Gipfelbereich des Lauberberges wird von großen wollsackverwitterten Gipfelklippen aus Kristallgranit mit auffallend großen Feldspatleisten aufgebaut. Von Westen betrachtet sind an dem Felsensemble weitständige, zwiebelschalig angeordnete Absonderungsflächen zu erkennen. Direkt am Gipfel bildet ein Schalenstein einen kleinen Wassernapf. | 1200 60 × 20             | Typ: Wollsackbildung Art: Granit                                                                            | Felshang/Felskuppe     | bedeutend          | Naturdenkmal, Landschaftsschutzgebiet, Naturpark              |                                 |
| Granitfelsen am Südgipfel des Lauberberg NW von Falkenstein     |                | 372R037   | Falkenstein Position                   | Regensburger Wald         | Im Gipfelbereich im südlichen Teil des Lauberberges treten große wollsackverwitterte Granitfelsblöcke und eine markante Granitfelsklippe zu Tage, die mehr als 10 m steil abfällt. Nach Süden hin schließt sich ein Blockstrom aus großen Granitkugeln an. | 400 20 × 20              | Typ: Wollsackbildung Art: Granit                                                                            | Felshang/Felskuppe     | bedeutend          | Naturdenkmal, Landschaftsschutzgebiet, Naturpark              |                                 |
| Teufelsstein SE von Breitenbach                                 |                | 372R038   | Falkenstein Position                   | Regensburger Wald         | Großer Granitfelsblock, der muldenförmige Verwitterungsformen aufweist. Der Block liegt im Bereich eines Privathauses zwischen Haus und Garage aus Privatgrund. | 24 6 × 4                 | Typ: Felsblock, Wollsackbildung Art: Granit                                                                 | Block                  | wertvoll           | Naturdenkmal, Landschaftsschutzgebiet, Naturpark              |                                 |
| Hohe Wacht NW von Marienstein                                   |                | 372R039   | Falkenstein Position                   | Regensburger Wald         | Im Bereich des Hügels bei Marienstein finden sich mehrere besonders große rundliche Granitblöcke aus Kristallgranit, die bei der für Granit typischen Wollsackverwitterung entstanden sind und in der jüngsten Erdgeschichte freigestellt wurden. Die Kirche Marienstein ist direkt an den großen Granitblock der Hohen Wacht angebaut. Dort ist unter der überhängenden Wand ein Durchschlupf verblieben. | 32 8 × 4                 | Typ: Felsblock Art: Granit                                                                                  | Block                  | bedeutend          | Naturdenkmal, Landschaftsschutzgebiet, Naturpark              |                                 |
| Schweinskopf NW von Marienstein                                 |                | 372R040   | Falkenstein Position                   | Regensburger Wald         | Im Bereich des Hügels bei Marienstein finden sich mehrere besonders große rundliche Granitblöcke, die bei der für Granit typischen Wollsackverwitterung entstanden sind und in der jüngsten Erdgeschichte freigestellt wurden. Beim Schweinskopf handelt es sich um einen Granitfelsturm mit einem einseitigen Überhang. Der markante Felsturm steht direkt am markierten Wanderweg am Hang nordwestlich der Kirche. | 56 8 × 7                 | Typ: Felsturm/-nadel Art: Granit                                                                            | Block                  | bedeutend          | Naturdenkmal, Landschaftsschutzgebiet, Naturpark              |                                 |
| Riesentisch NW von Marienstein                                  |                | 372R041   | Falkenstein Position                   | Regensburger Wald         | Im Bereich des Hügels bei Marienstein finden sich mehrere besonders große rundliche Granitblöcke, die bei der für Granit typischen Wollsackverwitterung entstanden sind und in der jüngsten Erdgeschichte freigestellt wurden. Der sogenannte Riesentisch ist ein großer Felsblock, der zwei kleineren aufliegt. Darunter ist ein kleiner Durchgang entstanden. | 40 8 × 5                 | Typ: Felsblock, Wollsackbildung Art: Granit                                                                 | Block                  | bedeutend          | Naturdenkmal, Landschaftsschutzgebiet, Naturpark              |                                 |
| Große Schanze am Burgberg Falkenstein                           |                | 372R042   | Falkenstein Position                   | Regensburger Wald         | Die Große Schanze (bzw. das Schanzl) ist ein Felsgebilde im NSG Felsengarten Burgberg Falkenstein. Der große wollsackverwitterte Felsturm ist durch eine Brücke erschlossen. | 48 8 × 6                 | Typ: Felswand/-hang Art: Gneis                                                                              | Felshang/Felskuppe     | bedeutend          | Naturschutzgebiet, Naturpark                                  |                                 |
| Froschmaul am Burgberg Falkenstein                              | weitere Bilder | 372R044   | Falkenstein Position                   | Regensburger Wald         | Das Froschmaul ist ein großer Felsblock mit einem Überhang im Bereich des Felsengartens am Burgberg Falkenstein. Als Folge der Wollsackverwitterung sind die markant gerundeten Felsformen entstanden. Durch tief zurückgewitterte horizontale Trennflächen und den Überhang entsteht die Ähnlichkeit mit einem Froschmaul. | 150 10 × 15              | Typ: Wollsackbildung Art: Granit                                                                            | Felshang/Felskuppe     | geringwertig       | Naturschutzgebiet, Naturpark                                  |                                 |
| Hohler Stein am Burgberg NW von Falkenstein                     | weitere Bilder | 372R045   | Falkenstein Position                   | Regensburger Wald         | Der Hohle Stein liegt im Naturschutzgebiet am Burgberg Falkenstein. Unter wollsackartigen Granitblöcken ist durch Herausgleiten eines Gesteinsegmentes eine Überdeckungshöhle entstanden. | 150 15 × 10              | Typ: Wollsackbildung, Überdeckungshöhle Art: Granit                                                         | Hanganriss/Felswand    | bedeutend          | Naturschutzgebiet, Naturpark                                  |                                 |
| Klause am Burgberg NW von Falkenstein                           |                | 372R046   | Falkenstein Position                   | Regensburger Wald         | Die Klause, ein Felssporn mit typischer Wollsackverwitterung, liegt im Naturschutzgebiet am Burgberg Falkenstein. | 50 10 × 5                | Typ: Felskuppe, Wollsackbildung Art: Gneis                                                                  | Felshang/Felskuppe     | bedeutend          | Naturschutzgebiet, Naturpark                                  |                                 |
| Steinernes Gässchen am Burgberg NW von Falkenstein              |                | 372R047   | Falkenstein Position                   | Regensburger Wald         | Das Steinerne Gässchen ist ein Felsgebilde im Naturschutzgebiet am Burgberg Falkenstein. Der wollsackverwitterte Granitfelsklotz ist durch Verwitterung und Hangbewegung entlang einer Kluftfläche gespalten. Der Wanderweg führt durch die dabei entstandene Gasse. | 375 25 × 15              | Typ: Felswand/-hang Art: Granit                                                                             | Hanganriss/Felswand    | bedeutend          | Naturschutzgebiet, Naturpark                                  |                                 |
| Herzbeutelgässchen am Burgberg NW von Falkenstein               | weitere Bilder | 372R048   | Falkenstein Position                   | Regensburger Wald         | Das Felsgebilde Herzbeutelgässchen befindet sich im Naturschutzgebiet am Burgberg Falkenstein. Zwischen großen wollsackverwitterten Granitblöcken ist eine schmale Gasse als Durchgang entstanden. | 28 7 × 4                 | Typ: Felskuppe, Wollsackbildung Art: Granit                                                                 | Felshang/Felskuppe     | bedeutend          | Naturschutzgebiet, Naturpark                                  |                                 |
| Granitfelsen E von Schergendorf                                 |                | 372R049   | Falkenstein Position                   | Regensburger Wald         | Schönes Felsensemble aus teilweise bis haushohen wollsackverwitterten Granitfelsen (grobkörniger Kristallgranit). Die Felsen bilden stellenweise markante Überhänge und Überdeckungshöhlen. Ein Felsen weist am Top Schalenbildung auf. | 200 20 × 10              | Typ: Felswand/-hang, Wollsackbildung Art: Granit                                                            | Hanganriss/Felswand    | bedeutend          | Naturdenkmal, Landschaftsschutzgebiet, Naturpark              |                                 |
| Heiligenkammer am Mantelberg SSW von Antersberg                 |                | 372R051   | Falkenstein Position                   | Regensburger Wald         | Das ND Heiligenkammer ist eine große Gruppe wollsackverwitterter Granitblöcke. Der grobkörnige Kristallgranit ist hier relativ weitständig geklüftet, so dass bei der Verwitterung sehr große Kluftköerper (rundliche Granitblöcke) entstanden sind. Am unteren Ende der Felsgruppe überlagert ein Granitblock weitere in der Art, dass eine Überdeckungshöhle entstanden ist. Die Zuwegung zum ND ist etwas unklar: der Wanderweg 119/120 endet ca. 100 m vor den Felsen. Am Wegende nach links wenden! | 80 10 × 8                | Typ: Felskuppe, Wollsackbildung, Überdeckungshöhle Art: Granit                                              | Felshang/Felskuppe     | bedeutend          | Naturdenkmal, Landschaftsschutzgebiet, Naturpark              |                                 |
| Granitfelsen NW von Süssenbach                                  |                | 372R052   | Wald Position                          | Regensburger Wald         | Gruppe von wollsackartigen Granitblöcken. | 20 5 × 4                 | Typ: Wollsackbildung Art: Granit                                                                            | Block                  | bedeutend          | Naturdenkmal, Landschaftsschutzgebiet, Naturpark              |                                 |
| Wasserstein NW von Zwiglhof                                     |                | 372R053   | Wald Position                          | Regensburger Wald         | Großer, wollsackartiger Granitblock mit einer muldenförmigen, wassergefüllten Hohlform am Top. | 800 40 × 20              | Typ: Karren/-felder, Wollsackbildung Art: Granit                                                            | Block                  | bedeutend          | Naturdenkmal, Landschaftsschutzgebiet, Naturpark              |                                 |
| Granitfelsen am Wasserstein W von Neuhofen                      |                | 372R054   | Falkenstein Position                   | Regensburger Wald         | Felskuppe aus wollsackverwitterten Granitblöcken. | 750 75 × 10              | Typ: Felskuppe Art: Granit                                                                                  | Felshang/Felskuppe     | bedeutend          | Naturdenkmal, Landschaftsschutzgebiet, Naturpark              |                                 |
| Granitfelsen am Sattelstein E von Süssenbach                    |                | 372R055   | Wald Position                          | Regensburger Wald         | Felsige Bergkuppe aus Kristallgranit mit kleinem Blockstrom. Die Felsen zeigen die für die Granitverwitterung typischen rundlichen Formen der Wollsackverwitterung. In den Felsblöcken sind trotz der starken Anwitterung deutlich die großen Feldspatleisten des Kristallgranits zu erkennen. | 3750 75 × 50             | Typ: Felskuppe, Blockstrom Art: Granit                                                                      | Felshang/Felskuppe     | bedeutend          | Naturdenkmal, Landschaftsschutzgebiet, Naturpark              |                                 |
| Pfaffenstein SE von Hochgart                                    |                | 372R056   | Reichenbach Position                   | Regensburger Wald         | Die eindrucksvolle Gipfelpartie des Pfaffensteins besteht aus einer wollsackverwitterten Granitkuppe mit mehreren aufliegenden riesigen Wollsackrundlingen. In der weiteren Umgebung finden sich zahlreiche weitere schöne wollsackverwitterte Granitfelsen. Der Gipfel, ein besonders schönes Beispiel für Granitverwitterung, ist als Naturdenkmal geschützt. Erschlossen ist der Gipfel durch den Wanderweg Nr. 48. | 625 25 × 25              | Typ: Felskuppe, Felsblock Art: Granit                                                                       | Felshang/Felskuppe     | bedeutend          | Naturdenkmal, Landschaftsschutzgebiet, Naturpark              |                                 |
| Felswand Teufelsbuzn mit Höhle SE von Kienleiten                |                | 372R057   | Walderbach Position                    | Regensburger Wald         | Felssporn aus rötlichem Kristallgranit mit steil aufragenden Wänden am nördlichen Steilufer des Regen am Ortsrand von Kienleiten. | 1500 150 × 10            | Typ: Felswand/-hang, Ausbruchs/Auswitterungshöhle Art: Granit                                               | Hanganriss/Felswand    | bedeutend          | Naturdenkmal, Landschaftsschutzgebiet, Naturpark              |                                 |
| Granitblöcke SW von Eidengrub                                   |                | 372R058   | Michelsneukirchen Position             | Regensburger Wald         | Felsgruppe aus wollsackverwitterten Granitblöcken in einem Waldstück westlich von Dörfling. Die Granitblöcke bestehen aus grobkörnigem Granit mit großen Feldspatgroßkristallen (Kristallgranit). Dieser Granittyp ist in der Region sehr weit verbreitet und bildet zahlreiche wollsackverwitterte Blockgruppen und Gipfelkuppen. | 50 10 × 5                | Typ: Wollsackbildung Art: Granit                                                                            | Block                  | bedeutend          | Naturdenkmal, Landschaftsschutzgebiet, Naturpark              |                                 |
| Weizstube im Zellerbach SW von Beucherling                      |                | 372R061   | Zell                                   | Regensburger Wald         | Der Bach legt hier an einer kleinen Geländestufe (Granitbarriere) auf kurzer Strecke etwa 10 Höhenmeter zurück. In diesem Bereich sind über eine Länge von ca. 50 Metern große wollsackverwitterte Blöcke von dem sie ursprünglich umgebenden Granitgrusmaterial freigespült und bilden hier einen Blockstrom bzw. ein kleines Blockmeer. | 50 10 × 5                | Typ: Blockmeer, Wollsackbildung Art: Granit                                                                 | Block                  | bedeutend          | Naturdenkmal, Landschaftsschutzgebiet, Naturpark              |                                 |
| Arche Noah SSE von Hammühle                                     |                | 372R062   | Zell Position                          | Regensburger Wald         | Im Wald oberhalb des Blockstromes Weizstube findet sich eine Felsformation, die (sehr entfernt) einem Schiff ähnelt und als Arche Noah bezeichnet wird. Ein großer rundlicher Granitblock (Wollsackblock) liegt einem noch größerem rundlichen Granitfelsen auf. | 75 15 × 5                | Typ: Wollsackbildung Art: Granit                                                                            | Block                  | bedeutend          | Naturdenkmal, Landschaftsschutzgebiet, Naturpark              |                                 |
| Tannenfels SW von Zell                                          |                | 372R063   | Zell Position                          | Regensburger Wald         | Im Bereich des Tannenfels gibt es mehrere kleine Gruppen wollsackverwitterter Granitfelsen (zugewachsen, unspektakulär). Die genaue Lage der als ND geschützten Gruppe ist etwas unklar. | 200 20 × 10              | Typ: Felswand/-hang Art: Granit                                                                             | Hanganriss/Felswand    | bedeutend          | Naturdenkmal, Landschaftsschutzgebiet, Naturpark              |                                 |
| Granitblöcke bei Hetzenbach                                     |                | 372R064   | Zell Position                          | Regensburger Wald         | Im Umfeld der Kirche, sowohl im Wiesenareal als auch im Wald, finden sich zahlreiche rundliche, wollsackverwitterte Granitblöcke aus Kristallgranit (loser Blockstrom). | 16875 225 × 75           | Typ: Blockmeer, Wollsackbildung Art: Granit                                                                 | Block                  | wertvoll           | Naturdenkmal, Naturpark                                       |                                 |
| Granitfelsen am Geiselberg NE von Zell                          |                | 372R065   | Zell Position                          | Regensburger Wald         | Der Gipfel des Geiselberges besteht aus einer Gipfelklippe aus Kristallgranit mit den typischen rundlichen Formen der Wollsackverwitterung. Nach Norden schließt sich an die Felsklippe ein loses Blockfeld an. | 100 20 × 5               | Typ: Felskuppe, Wollsackbildung Art: Granit                                                                 | Felshang/Felskuppe     | bedeutend          | Naturdenkmal, Landschaftsschutzgebiet, Naturpark              |                                 |
| Granitblöcke NE von Mattenzell                                  |                | 372R066   | Falkenstein Position                   | Regensburger Wald         | Unspektakuläre Felsgruppe aus wollsackverwitterten Granitblöcken. Stark bemoost und weitgehend zugewachsen. | 40 8 × 5                 | Typ: Wollsackbildung Art: Granit                                                                            | Felshang/Felskuppe     | geringwertig       | Naturdenkmal, Landschaftsschutzgebiet, Naturpark              |                                 |
| Gipfelfelsen am Eckstein (Hoher Bogen) ENE von Rimbach          |                | 372R067   | Rimbach Position                       | Hoher Bogen               | Im Bereich des Gipfels des Ecksteine sind an den Felswänden (Absturzgefahr!) die Amphibolitmylonite des Hohen Bogens aufgeschlossen. Hier sind zahlreiche Gefügeelemente wie z. B. Faltung und wechselnde Ausprägung der Mylonitisierung zu beobachten. Das typische Erscheinungsbild sowie sie verschiedene Ausbildung der Amphibolite mit unterschiedlich ausgeprägter Deformation (Schieferung) und unterschiedlichen Feldspatanteil ist bereits an den zahlreichen Lesesteinen an den Wanderwegen zu erkennen. | 300 15 × 20              | Typ: Felswand/-hang, Gesteinsart, Metamorphes Gefüge Art: Amphibolit, Mylonit                               | Hanganriss/Felswand    | wertvoll           | Landschaftsschutzgebiet, Naturpark                            |                                 |
| Blockstrom am Hohen Bogen NE von Rimbach                        |                | 372R068   | Rimbach Position                       | Hoher Bogen               | Oberhalb der Straße von der Diensthütte zum Burgstall liegt dieser Blockstrom, der aus Amphibolitblöcken von Faustgröße bis etwa 1,5 m Durchmesser besteht. Blockströme und Blockmeere trifft man im Bereich des Bayerischen Waldes vor allem in den Hochlagen an. Sie sind unter periglazialen Klimabedingungen während des Pleistozäns entstanden. Durch Frostsprengung wurden groeßere Felsen gesprengt und zerlegt. Bodenfließen hat zur Verlagerung der Blöcke beigetragen. | 3200 80 × 40             | Typ: Blockstrom Art: Amphibolit                                                                             | Block                  | wertvoll           | Landschaftsschutzgebiet, Naturpark                            |                                 |
| Gneisfelsen NW von Altenschneeberg                              | weitere Bilder | 372R069   | Tiefenbach Position                    | Hinterer Oberpfälzer Wald | Nördlich des Fernsehturmes formen eine Reihe von Gneisfelsrippen den Grat des Berges. Bedingt durch die Schieferung fällt der Hang nach Osten hin flach ab, während die Felsen nach Westen zu Steilklippen bilden. Die Felsen sind zwar stark mit Moos und Flechten bewachsen, der Fels daher oft nicht gut erkennbar, die Verwitterung hat aber die metamorphen Gefügeelemente markant herauspräpariert: Lagenbau, Fältelung im cm bis dm Bereich, Quarzknauern und Linsen von < 1 cm bis 30 cm Mächtigkeit. | 2500 100 × 25            | Typ: Felswand/-hang, Gesteinsart, Metamorphes Gefüge Art: Gneis                                             | Felshang/Felskuppe     | bedeutend          | Naturdenkmal, Landschaftsschutzgebiet, Wasserschutzgebiet     |                                 |
| Blockmeer im NSG Hölle NW von Postfelden                        | weitere Bilder | 372R070   | Rettenbach Position                    | Regensburger Wald         | Entlang des Höllbaches, der hier mit relativ steilem Gefälle auf kurzer Distanz etwa 40 Höhenmeter überwindet, zieht sich ein eindrucksvolles Blockmeer entlang, mit Blöcken bis zu 5 m Durchmesser. Die Rundung der Blöcke ist allerdings nicht durch den Fluss entstanden, sondern Resultat von Verwitterung: Wollsackverwitterte Granitfelsen wurden im Pleistozän in die einzelnen Wollsäcke zerlegt. Der Granitgrus wurde ausgewaschen, die Blöcke blieben mehr oder weniger an Ort und Stelle liegen. | 7000 350 × 20            | Typ: Blockmeer, Blockstrom, Wollsackbildung Art: Granit, Migmatit                                           | Block                  | wertvoll           | Naturschutzgebiet, Landschaftsschutzgebiet, FFH-Gebiet        |                                 |
| Felsensemble an der Bärenhöhle NE von Rackelsdorf               |                | 372R071   | Pemfling Position                      | Hinterer Oberpfälzer Wald | Die Felsgruppe mit einer steil aufragenden Felsburg und zahlreichen großen Felsblöcken besteht aus granatführendem Cordieritgneis, der hier teilweise sehr gut aufgeschlossen ist und viele metamorphe Gefügeelemente zeigt. Die roten Granatkristalle sind deutlich zu erkennen. Im Bereich des Felsensemble gibt es zahlreiche Spalten und Überdeckungshöhlen. Die Bärenhöhle selbst ist eine ca. 5 m lange geräumige Höhle unter einem großen Felsblock, der zwei weiteren aufliegt. | 5000 100 × 50            | Typ: Felsgruppe, Gesteinsart, Felsburg Art: Cordierit, Sillimanit, Gneis                                    | Felshang/Felskuppe     | wertvoll           | Landschaftsschutzgebiet, Naturpark                            |                                 |